# Capitán América
El Capitán América, cuyo nombre real es Steven "Steve" Grant Rogers, es un superhéroe ficticio que aparece en los cómics estadounidenses publicados por Marvel Comics. Creado por los historietistas Joe Simon y Jack Kirby, el personaje apareció por primera vez en Captain America Comics #1 (marzo de 1941) de Timely Comics, predecesor de Marvel Comics. El fue un hombre frágil mejorado hasta la cima de la perfección física humana por un "suero de súper soldado" experimental después de unirse al Ejército de los Estados Unidos para ayudar a los esfuerzos del país en la Segunda Guerra Mundial. Equipado con un traje inspirado en la bandera estadounidense y un escudo circular virtualmente indestructible, el Capitán América y su compañero Bucky Barnes se enfrentaron frecuentemente con el villano Cráneo Rojo y otros miembros de las potencias del Eje. En los últimos días de la guerra, un accidente dejó al Capitán América congelado en un estado de animación suspendida hasta que fue revivido en los tiempos modernos. Reanuda sus hazañas como un héroe disfrazado y se convierte en líder del equipo de superhéroes Los Vengadores, pero con frecuencia lucha como un "hombre fuera de tiempo" para adaptarse a la nueva era.
El personaje emergió rápidamente como la creación de guerra más popular y comercialmente exitosa de Timely tras su publicación original, aunque la popularidad de los superhéroes disminuyó en el período de posguerra y Captain America Comics se suspendió en 1950. El personaje tuvo un resurgimiento de corta duración en 1953 antes de regresar a los cómics en 1964, y desde entonces ha permanecido en publicación continua. La creación del Capitán América como una figura explícitamente antinazi fue una empresa deliberadamente política: Simon y Kirby se oponían estridentemente a las acciones de la Alemania nazi y apoyaban la intervención estadounidense en la Segunda Guerra Mundial, y Simon concibió al personaje específicamente en respuesta al movimiento estadounidense de no intervencionismo. Posteriormente, los mensajes políticos han seguido siendo una característica definitoria de las historias del Capitán América, y los escritores utilizan regularmente al personaje para comentar sobre el estado de la sociedad y el gobierno estadounidenses.
El Capitán América fue el primer personaje de Marvel Comics que apareció en medios fuera de los cómics con el estreno de la serie de 1944, Capitán América. Desde entonces, el personaje ha aparecido en otras películas y series de televisión. En el Universo Cinematográfico de Marvel fue interpretado por Chris Evans en Capitán América: el primer vengador (2011) en los años 40, The Avengers (2012), un cameo en Thor: The Dark World (2013), Captain America: The Winter Soldier (2014), Avengers: Age of Ultron, un cameo en Ant-Man (2015), Capitán América: Civil War (2016), un cameo en Spider-Man: Homecoming (2017), Avengers: Infinity War (2018), un cameo en Capitana Marvel (2019) y Avengers: Endgame (2019) al envejecer como un anciano luego de regresar el Mjolnir y las Gemas del Infinito.
El Capitán América está en el sexto puesto en el Top 100 Héroes del Cómic de Todos los Tiempos (2011) de IGN, y en el segundo puesto en su lista de Top 50 de Los Vengadores (2012),según algunas publicaciones.

## Creación y publicación

### Edad dorada (1941-1954)
El origen del Capitán América se remonta a principios de 1941, cuando la industria del comic book aún estaba configurándose. Aunque en aquellos años los Estados Unidos aún no se habían implicado en la Segunda Guerra Mundial, en los kioscos ya habían comenzado a aparecer publicaciones protagonizadas por superhéroes vestidos con uniformes patrióticos, siendo el primero de estos The Shield de MLJ Magazines Inc. Martin Goodman, propietario de la editorial Timely Comics (la actual Marvel Comics), decidió aunar sus sentimientos antinazis y su instinto editorial, por lo que encargó a los artistas Joe Simon y Jack Kirby que crearan un nuevo personaje patriótico, el Capitán América.
El tono patriótico y antinazi del personaje se hizo evidente desde el primer número, en el que el héroe propinaba un puñetazo al mismísimo Adolf Hitler Kirby comentó al respecto:

El Capitán América fue creado en un tiempo que necesitaba de figuras nobles. Todavía no estábamos en guerra, pero todo el mundo sabía que íbamos a estarlo. Esta es la razón por la que nació el Capitán América; América necesitaba un superpatriota.

Esta mezcla de historietas bélicas, propaganda patriótica y condena del nazismo convirtieron las aventuras del personaje en una de las series más populares de la editorial durante todos los años de la guerra (1941-1945), y si bien es cierto que su número de seguidores mermó tras el fin del conflicto, el personaje acabó siendo el superhéroe de Timely que más tiempo conservó su propia serie, sobreviviendo hasta finales de 1949. Los autores intentaron diversos giros narrativos para recuperar el interés de los lectores, siendo el más relevante la retirada de su compañero Bucky, quien fue herido en una historia de Capitán América de 1948, fue reemplazado por la novia del Capitán América, Betsy Ross, quien se convirtió en la superheroína Golden Girl.
En 1953, el editor y guionista Stan Lee relanzó al personaje con el subtítulo de «el aplasta comunistas», insertándolo en el contexto de la Guerra Fría y enfrentándolo a las fuerzas comunistas en Europa del Este, Oriente Próximo y el Lejano Oriente. No obstante, el público no conectó con el personaje, que desapareció nuevamente en 1954 tras apenas un año de aventuras.

### Edad de plata (1964-1971)
En los últimos meses de 1961, Stan Lee y Jack Kirby empezaron a crear lo que hoy se conoce como el Universo Marvel, que en aquellos primeros momentos se caracterizó por un realismo y una coherencia muy superiores a los universos de ficción de otras editoriales. Aunque la mayoría de los personajes eran creaciones nuevas, Lee y Kirby también recuperaron algunos personajes y conceptos clásicos de Timely Comics, entre los que se encontraba el Capitán América.
En 1964, inspirados por las numerosas cartas que habían recibido pidiendo el regreso del Capitán América, Lee y Kirby lo incorporaron al Universo Marvel, convirtiéndolo en uno de los protagonistas del título protagonizado por Los Vengadores a partir de su cuarta entrega, si bien los autores cambiaron numerosos elementos de la historia del héroe, obviando todas sus aventuras publicadas después de la Segunda Guerra Mundial y añadiendo una mayor carga de dramatismo al personaje. Esta nueva orientación presentó al Capitán América como un héroe proveniente de una época más simple que luchaba por encontrar su propia identidad en una época de intensos cambios sociales, lo que sumado al dibujo dinámico y el ritmo de Kirby, otorgó al personaje su propia serie en solitario en el título Tales of Suspense.
En 1968, Marvel empezó a experimentar una serie de cambios importantes que condujeron a la expansión de su línea de superhéroes, lo que conllevó que el Capitán América y otros superhéroes obtuvieran su propio título. Al doblarse el número de páginas mensuales de la serie, Kirby fue incapaz de continuar produciendo la serie y cedió los lápices a otros artistas, entre los que destacaron Jim Steranko y Gene Colan, y el propio Lee abandonó los guiones del título en 1971 a causa de sus nuevas responsabilidades dentro de Marvel, que le iban distanciando de la creación de las historietas.

### Explosión Marvel (1972-1980)
La Explosión Marvel fue un periodo inmensamente creativo que se dio en Marvel en la década de los 70, en el que los escritores experimentaron con diversas historias de corte más realista, las aventuras de los superhéroes se volvieron más adultas y los artistas desarrollaron nuevas fórmulas de narración gráfica. Destacan en estos años tres etapas, cuyos guiones estuvieron a cargo de Steve Englehart, Jack Kirby y Roger McKenzie. La primera se centró en los aspectos más políticos y simbólicos del personaje, realizada por el guionista Steve Englehart y los dibujantes Sal Buscema y Frank Robbins, que se prolongó de 1972 a 1975. Tras esta etapa, Jack Kirby retomó el título entre 1976 y 1977, cumpliendo con las funciones de guionista y dibujante, desconectando al personaje de los problemas sociales y políticos que habían caracterizado la etapa anterior y apostando por aventuras donde la acción y la ciencia ficción predominaban. Finalmente, la etapa de Roger McKenzie duró de 1978 a 1980.

### Décadas de 1980 y 1990
En la década de los años 80, Marvel Comics se transformó en la principal editorial de cómics de los Estados Unidos, tras superar en ventas a todas sus competidoras. En las series, esto se reflejó en una mayor estabilidad y coherencia interna, si bien se perdió parte de la creatividad salvaje que había dominado buena parte de los cómics durante la década anterior. En el título del Capitán América, esta mayor coherencia se reflejó en el trabajo del guionista Roger Stern y el dibujante John Byrne, que tomaron todas las historias que se habían contado sobre el personaje y las unieron en una única narración coherente, según cuenta el propio Stern:

El Capitán es un personaje icónico, por lo que pensé que era especialmente importante que me metiera dentro de su cabeza… y eso quería decir, al menos para mí, leer sobre la época en la que el personaje había crecido, los años de entreguerras (…) Además, releí todas las apariciones contemporáneas del Capitán, comenzando con Avengers nº4. Para la celebración de su cuadragésimo aniversario, estudié todas las versiones diferentes que había de su origen, y John [Byrne] y yo tratamos de destilarlas en un origen único y coherente.

Los preceptos de esta etapa fueron consolidados entre 1981 y 1984 por el guionista J.M. DeMatteis, junto a los dibujantes Mike Zeck y Paul Neary.
A partir de mediados de la década de los ochenta, la serie conoció una etapa de gran estabilidad e importantes cambios que se prolongó durante diez años de la mano del guionista Mark Gruenwald, lo que favoreció el desarrollo de los secundarios (tanto aliados como enemigos del héroe), la evolución de numerosas subtramas, la transformación progresiva del personaje y el desarrollo de temas sociales y políticos que conectaron con los problemas sociales e inquietudes de aquellos años. De forma paralela, las aventuras del Capitán América se fueron entrelazando cada vez más con las de otros personajes del Universo Marvel a través de diversos cruces de colecciones, como "The Terminus Factor" y "Citizen Kang".

### Finales delsigloXXy principios delXXI
A mediados de la década de 1990, Marvel se encontró en serios problemas financieros fruto de la crisis de la industria del cómic y de una serie de malas decisiones empresariales. En el caso del Capitán América, esto afectó de manera crítica al título, que vivió numerosos relanzamientos en un periodo muy breve. En un primer momento, el guionista Mark Waid y los dibujantes Ron Garney y Andy Kubert desarrollaron dos etapas e incluso un segundo título del personaje, Captain America: Sentinel of Liberty, que profundizaba en el pasado del Capitán América.
Entre las dos etapas de Waid, el personaje vivió un relanzamiento conocido como Heroes Reborn a manos del polémico artista Rob Liefeld. Paradójicamente, a pesar de que Heroes Reborn disfrutó de buenas ventas, Liefeld reconoce que sus números recibieron numerosas críticas: 

Llamé la atención con el relanzamiento del Capitán América, que sabía que iba a ser controvertido, pero cometí el error de hacer un horrendo dibujo del personaje que atrajo las mayores críticas de mi carrera. Pero más allá de aquello, me encontraba en mitad de una guerra civil dentro de Marvel (…) A pesar de conseguir nuestro objetivo de catapultar aquellos títulos hasta cifras de ventas que no se habían visto en treinta años, Heroes Reborn sufrió burlas de toda la "blogosfera".

Los intentos de relanzar el título del Capitán América continuaron durante los primeros años del siglo XXI. El guionista y dibujante Dan Jurgens se ocupó del personaje entre 2000 y 2002, tras lo cual vino una etapa marcada por un recambio continuo de guionistas y editores, lo que no ayudó a dar coherencia a la historia. Una segunda serie, Captain America & The Falcon, disfrutó durante algunos números de mayor estabilidad a manos del guionista Christopher Priest, si bien la serie acabó sufriendo los mismos cambios de equipo creativo que su serie hermana.
En 2005, tras diez años de inestabilidad, el guionista Ed Brubaker se hizo cargo del título y dio comienzo a una prolongada etapa que concluyó a finales de 2012 y se completa con numerosos números especiales y series limitadas escritas por otros autores.

### Actualmente
En 2013, el Capitán América fue uno de los títulos afectados por la política de relanzamientos conocida como Marvel NOW!, por lo que la serie fue renumerada y el equipo creativo pasó a estar compuesto por el guionista Rick Remender y el dibujante John Romita Jr. El escritor advirtió que, tras los ocho años de Ed Brubaker, su intención era dar un giro al tipo de historietas.
De 2015 hasta la actualidad, dentro de este mismo Marvel NOW! Sam Wilson, anteriormente conocido como Falcon, se convirtió en el nuevo Capitán América.
No fue hasta el 25 de mayo de 2016 en el cómic "Captain America: Steve Rogers #1" que se revelaría que Steve Rogers desde su juventud ha sido un agente espía de Hydra, la cual era la supuesta organización secreta enemiga del Capitán América. Sin embargo en el siguiente número del cómic, "Captain America: Steve Rogers #2", se revela que Kobik (el Cubo Cósmico de Red Skull) ha reescrito el pasado de Steve Rogers, convirtiéndolo en un aliado de Hydra y alterando la realidad del Capitán América para que desde siempre haya sido un agente de Hydra en lugar de un superhéroe.
Después de Secret Empire el Capitán fue devuelto a la normalidad, cambiando su mente para que ya no sea un agente de Hydra otra vez y continue como superhéroe con el suero del supersoldado restaurado en su cuerpo.

## Mensaje y simbología

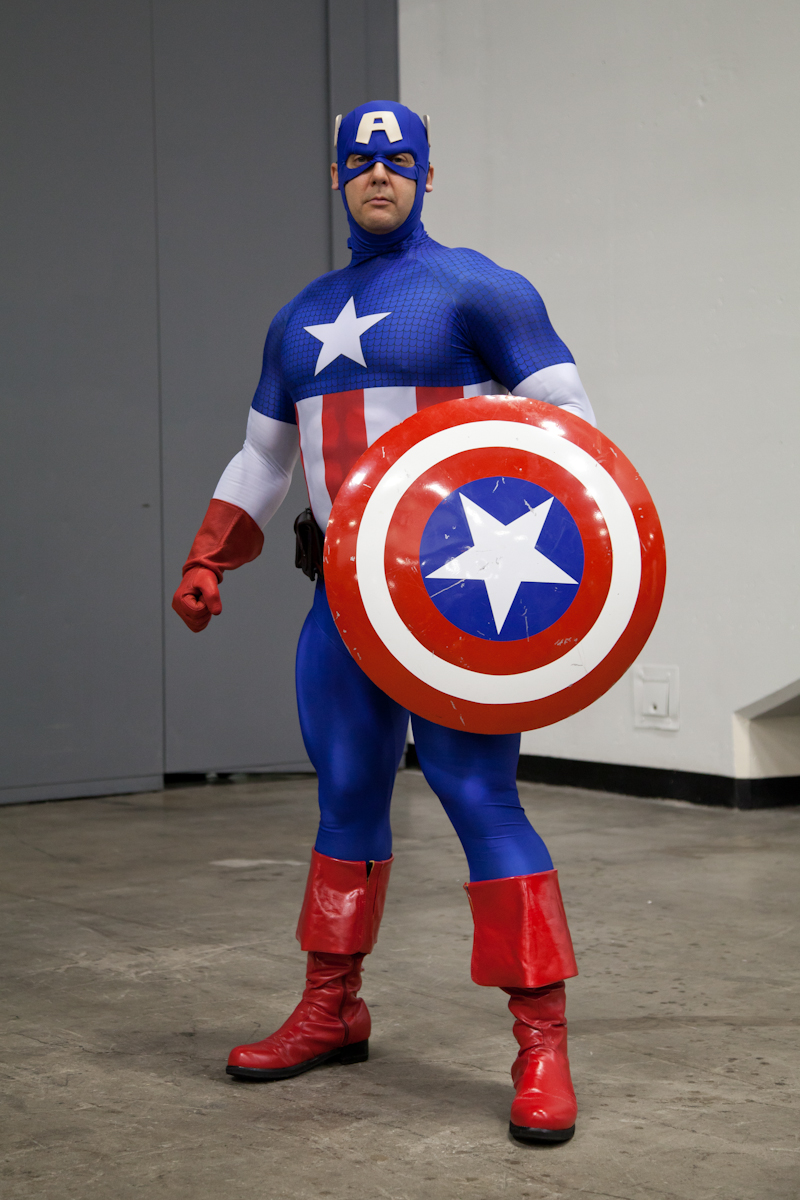
Cosplayer personificando al Capitán América en la convención WonderCon (2011).

Puesto que muchos de los guionistas que realizaron las aventuras del Capitán América buscaron conscientemente convertir al personaje en un reflejo de las inquietudes de la sociedad estadounidense de su época, no es de extrañar que el personaje posea una fuerte carga simbólica y discursiva. Estos mensajes y símbolos solían introducirse a través de la representación que se hacía del héroe, sus aliados y los villanos, pero también a través del tono de las aventuras.
Durante los años de la Segunda Guerra Mundial, el personaje se mostró claramente como un reflejo idealizado de los Estados Unidos, cuyo deber era proteger el mundo libre, mientras que el alter ego del personaje, Steve Rogers, representaba a todos y cada uno de los soldados que iban a luchar por su país y la libertad. Por su lado, Bucky se mostraba un chico normal que carecía de poderes y capacidades especiales, si bien su patriotismo era tal que luchaba junto a su ídolo por una causa justa, siendo un modelo para los lectores más jóvenes, que de paso aprendían a ser obedientes y respetuosos con sus mayores. Aunque este posicionamiento del superhéroe a favor de la libertad y la democracia fue normal durante la década de 1940, los estudiosos del personaje suelen señalar que el personaje mantuvo dicha actitud durante los años de la Guerra Fría, algo bastante poco habitual, y que ha llevado a identificar la breve etapa del personaje entre 1953 y 1954 como un cómic de influencias claramente macartistas.
El mensaje de aquellos cómics dio un giro radical a finales de la década de 1960, cuando sus aventuras reflejaron importantes cambios sociales como el renacer del movimiento feminista, las protestas estudiantiles, la lucha por los derechos civiles de los afroamericanos, la delincuencia juvenil y los demás cambios importantes que se estaban produciendo en la sociedad estadounidense. De ese modo, Sharon Carter, la novia del personaje, prefería una vida de acción como agente secreta de S.H.I.E.L.D. antes que estar encerrada en la casa esperando al héroe. De igual manera, el nuevo compañero del Capitán América, el Halcón, era un afroamericano que luchaba para limpiar de criminales el gueto de Harlem. Lejos de resolver los problemas simplemente a golpes, como en las décadas anteriores, el Capitán América solía afrontar estos conflictos desde un papel de mediador, evitando por lo general el empleo de la violencia y buscando siempre soluciones de consenso, lo que mostraba una sociedad más compleja y diversa a la que ya no era posible imponer soluciones fáciles.
Incluso en la década de 1980, cuando coincidiendo con el mandato de Ronald Reagan la serie dio un giro levemente conservador, que se reflejó en la pérdida de protagonismo del Halcón y la rápida muerte de Sharon Carter, los guionistas siguieron manteniendo un compromiso social. Así, por ejemplo, la saga en la que Steve Rogers abandonaba su identidad como Capitán América porque el gobierno consideraba que no representaba suficientemente bien sus intereses, coincidió cronológicamente con una época de recesión real en la que el gobierno quiso reajustar y controlar mejor sus recursos. El propio guionista de la serie, Mark Gruenwald, reconoció que sus historietas intentaban reflejar de forma figurada problemas tangibles:

Muchos de los enemigos del Capitán América comenzaron siendo simplemente mi visión de algún problema que afectaba a los Estados Unidos. Es decir, si revisas mi etapas descubrirás que no hay un solo villano que sea malvado porque sí. Siempre defienden algo que yo sentía que tenía que ver con la sociedad estadounidense.

Hasta en los momentos en los que la serie no introducía de forma directa problemas candentes, como sucedió durante buena parte de la década de 1990, seguía planteando el conflicto entre las diferentes visiones del país, como por ejemplo las diferentes visiones del sueño americano.
Pero fue realmente a partir de los atentados del 11-S cuando las aventuras del personaje volvieron a tomar un claro giro político. Entre finales de 2001 y hasta 2004, fue habitual que el Capitán América tratase temas como la lucha contra grupos terroristas, las intrigas de su propio gobierno e incluso el maltrato a los presos de Guantánamo. De igual modo, el personaje tuvo especial protagonismo en la miniserie Civil War entre 2006 y 2007, en la que el héroe lideraba a una facción de héroes que se negaba a aceptar el Acta de Registro Superhumano (una ley ficticia con inspiración en el Acta Patriótica que aprobó la presidencia de George W. Bush), contraviniendo las instrucciones del gobierno.
En 2017 un concejal de California juró su cargo ante el escudo del Capitán América, explicando que el escudo del héroe de Marvel “representaba los ideales de Estados Unidos” y fue por esta razón que decidió usarlo en su juramento.

## Biografía

### SigloXX

#### Segunda Guerra Mundial (1940)

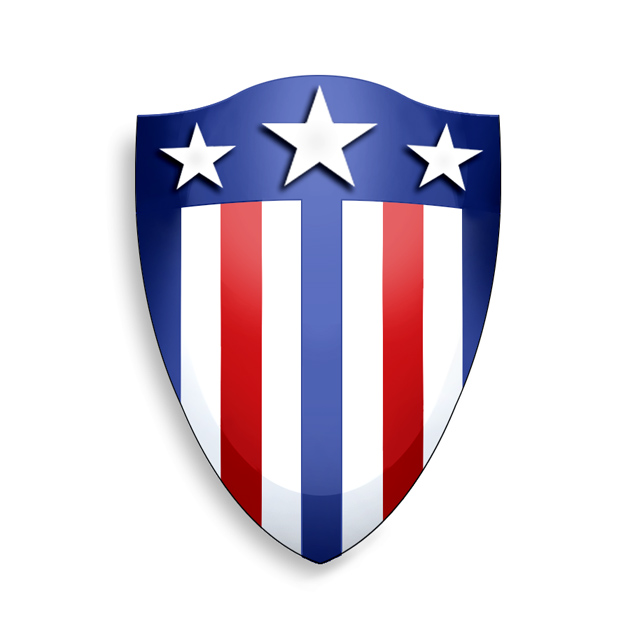
Representación del escudo que porta el Capitán América aparecido en el número 1 de la serie, en marzo de 1941.

Representación del escudo que porta el Capitán América aparecido en el número 4 de Los Vengadores, en 1964, cuando comenzó la Edad de Plata del personaje.

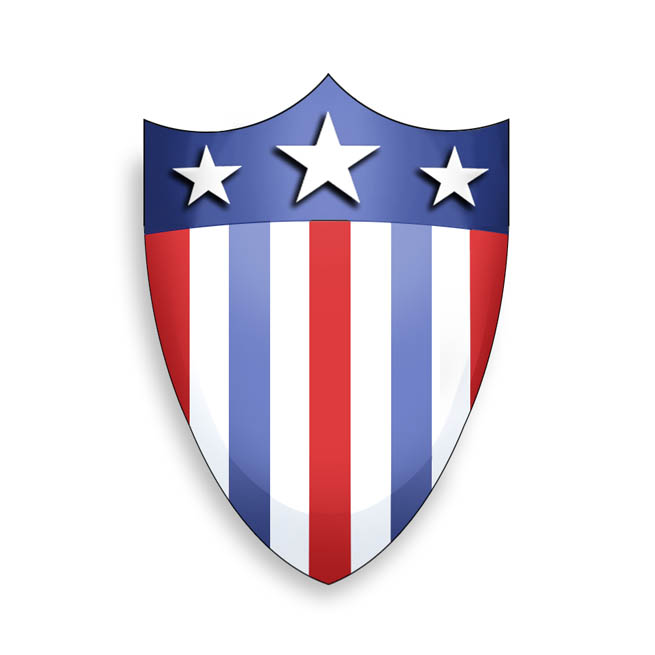
Representación del escudo que porta el Capitán América aparecido en el número 71 de Los Vengadores, en diciembre de 1969, con un diseño revisitado de los comienzos del personaje.

Steven Rogers nació en el Lower East Side de Manhattan, en la ciudad de Nueva York, en 1918, hijo de inmigrantes irlandeses pobres, Sarah y Joseph Rogers. Joseph murió cuando Steve era un niño, y Sarah murió de neumonía mientras Steve era un adolescente. A principios de 1940, antes de la entrada de Estados Unidos en la Segunda Guerra Mundial, Rogers es un alto y escuálido estudiante de bellas artes que se especializa en la ilustración y un escritor y artista de cómics.
Perturbado por el ascenso de Adolf Hitler al poder, Rogers intenta alistarse, pero es rechazado debido a su frágil cuerpo. Su resolución atrae la atención del general del ejército de Estados Unidos, Chester Phillips y "Proyecto: Renacimiento". Rogers se usa como sujeto de prueba para el proyecto del Supersoldado, recibiendo un suero especial fabricado por el "Dr. Josef Reinstein", que luego cambió retroactivamente a un nombre en clave para el científico Abraham Erskine.
El suero es un éxito y transforma a Steve Rogers en un ser humano casi perfecto con fuerza, agilidad, resistencia e inteligencia máximas. El éxito del programa deja a Erskine preguntándose acerca de replicar el experimento en otros seres humanos. El proceso en sí ha sido detallado de manera inconsistente: mientras que en el material original se muestra a Rogers recibiendo inyecciones del supersuero, cuando el origen se volvió a contar en la década de 1960, la Autoridad del Código del Cómic ya había impuesto un veto sobre la descripción gráfica de la droga, ingesta y abuso, y por lo tanto el supersuero fue reconvertido en una fórmula oral. Las cuentas posteriores insinúan una combinación de tratamientos orales e intravenosos con un régimen de entrenamiento extenuante, que culmina con la exposición a Vita-Ray.
Erskine se negó a anotar cada elemento crucial del tratamiento, dejando atrás un conocimiento imperfecto de los pasos. Así, cuando el espía nazi Heinz Kruger lo mató, el método de Erskine de crear nuevos supersoldados murió. Capitán América, en su primer acto después de su transformación, venga a Erskine. En la historia de origen de 1941 y en Tales of Suspense # 63, Kruger muere al chocar con maquinaria, pero no es asesinado por Rogers; En las revisiones del Capitán América # 109 y # 255, Rogers causa la muerte del espía al golpearlo en la maquinaria.
Incapaz de crear nuevos supersoldados y dispuesto a ocultar el fiasco del Proyecto Renacimiento, el gobierno estadounidense considera a Rogers como un superhéroe patriótico, capaz de contrarrestar la amenaza del Cráneo Rojo como un agente de contrainteligencia. Se le entrega un uniforme patriótico de su propio diseño, un escudo a prueba de balas, un brazo lateral personal y el nombre en clave de Capitán América, mientras se hace pasar por un soldado de infantería torpe en Camp Lehigh en Virginia. Forma una amistad con la mascota adolescente del campamento, James Buchanan "Bucky" Barnes.
Barnes se entera de la doble identidad de Rogers y le ofrece guardar el secreto si puede convertirse en el compañero del Capitán América. Durante sus aventuras, Franklin D. Roosevelt presenta al Capitán América un nuevo escudo, forjado de una aleación de acero y vibranio, fusionado por un catalizador desconocido, tan efectivo que reemplaza su propia arma de fuego. A lo largo de la Segunda Guerra Mundial, el Capitán América y Bucky luchan contra la amenaza nazi por su cuenta y como miembros del equipo de superhéroes Invasores, como se ve en el cómic de los años 70 del mismo nombre. El Capitán América lucha en numerosas batallas en la Segunda Guerra Mundial, principalmente como miembro del primer Batallón, 26.º Regimiento de Infantería "Blue Spaders". Capitán América lucha contra varias amenazas criminales en suelo estadounidense, incluida una gran variedad de villanos disfrazados: el Hombre de Cera, el Hangman, el Fang, el Black Talon, y La Muerte Blanca, entre otros.
Además de Bucky, el Capitán América fue asistido ocasionalmente por los Centinelas de la Libertad. Los Centinelas de la Libertad fue el título otorgado a los miembros del club de fanes de Captain America Comics, a quienes el Capitán América a veces abordaba como parte de un lado, o como personajes de las historias de Captain America Comics.
A fines de abril de 1945, durante los últimos días de la Segunda Guerra Mundial, el Capitán América y Bucky intentan evitar que el malvado Barón Zemo destruya un avión experimental de aviones no tripulados. Zemo lanza el avión con un explosivo armado sobre él con Rogers y Barnes en persecución. La pareja llega al avión justo antes de despegar. Cuando Bucky intenta desactivar la bomba, explota en el aire. Rogers es arrojado a las heladas aguas del Atlántico Norte. Ambos se presumen muertos, aunque más tarde se revela que ninguno murió.

#### Finales de la década de 1940 a 1950
Capitán América apareció en los cómics durante los próximos años, pasando de ser un héroe de la Segunda Guerra Mundial luchando contra los nazis para enfrentar al más nuevo enemigo de los Estados Unidos, el comunismo. El resurgimiento del personaje a mediados de la década de 1950 fue de corta duración, y los eventos durante ese período de tiempo se vuelven a configurar para mostrar que varias personas operaron usando el nombre en código para explicar los cambios en el personaje. Estos sucesores posteriores a la Segunda Guerra Mundial están listados como William Naslund y Jeffrey Mace.
El último de estos otros capitanes oficiales, William Burnside, era un graduado de la historia enamorado de los mitos del Capitán América, cuya apariencia fue alterada quirúrgicamente para parecerse a Rogers y cambiar legalmente su nombre a "Steve Rogers", convirtiéndose en el nuevo "Capitán de los años cincuenta" América". Se administró a sí mismo y a su alumno James "Jack" Monroe una copia defectuosa e incompleta del supersuero, que no mencionó la parte necesaria del tratamiento con Vita-Ray. Como resultado, mientras que Burnside y Monroe se convirtieron en los nuevos Capitán América y Bucky, se volvieron violentamente paranoicos, a menudo delirando a personas inocentes como simpatizantes comunistas durante el apogeo de la amenaza roja de los años cincuenta. Su locura obligó al gobierno de los Estados Unidos a colocarlos en un almacenamiento criogénico indefinido hasta que pudieran curarse de su enfermedad mental. Monroe se curaría más tarde y asumiría la identidad nómada.

#### 1960 a 1970
Años más tarde, el equipo de superhéroes, los Vengadores, descubre el cuerpo de Steve Rogers en el Atlántico Norte. Después de que él revive, juntan que Rogers ha sido preservado en un bloque de hielo desde 1945, sobreviviendo debido a sus mejoras del Proyecto: Renacimiento. El bloque comenzó a fundirse después de que el Sub-Marinero, enfurecido de que una tribu Inuit está adorando a la figura congelada, la arroje al océano. Rogers acepta ser miembro de los Vengadores, y su experiencia en el servicio de combate individual y su tiempo con los Invasores lo convierten en un activo valioso. Él asume rápidamente el liderazgo y típicamente ha regresado a esa posición a lo largo de la historia del equipo.
El Capitán América está plagado de culpa por no haber podido evitar la muerte de Bucky. Aunque toma al joven Rick Jones (quien se parece mucho a Bucky) bajo su tutela, por un tiempo se niega a permitirle a Jones asumir la identidad de Bucky, no deseando ser responsable de la muerte de otro joven. Insistiendo en que su héroe salga de esa pérdida, Jones convence a Rogers de que le permita ponerse el disfraz de Bucky, pero esta asociación dura poco tiempo; un Cráneo Rojo disfrazado, que se hace pasar por Rogers con la ayuda del Cubo Cósmico, aleja a Jones.
Rogers se reúne con su viejo compañero de guerra, Nick Fury, quien está igualmente bien conservado debido a la "Fórmula Infinito". Como resultado, Rogers regularmente realiza misiones para la agencia de seguridad S.H.I.E.L.D., para la cual Fury es director público. A través de Fury, Rogers se hace amigo de Sharon Carter (familia de Peggy Carter), una agente de S.H.I.E.L.D., con quien eventualmente comienza una relación romántica.
Rogers más tarde se encuentra y entrena a Sam Wilson, que se convierte en el superhéroe Falcon, el primer superhéroe afroamericano en los cómics tradicionales. Los personajes establecieron una amistad duradera y una asociación de aventuras, compartiendo el título de la serie durante algún tiempo como Capitán América y el Halcón. Los dos más tarde se encuentran con el renovado Capitán América, en la década de 1950, pero todavía insano. Aunque Rogers y Falcon derrotan a los falsos Rogers y Jack Monroe, Rogers se siente profundamente perturbado por haber podido sufrir el destino de su contraparte. Durante este período, Rogers gana temporalmente superfuerza.
La serie versó sobre la versión del escándalo de Watergate del Universo Marvel, lo que hace que Rogers sea tan inseguro acerca de su papel que abandona su identidad de Capitán América en favor de uno llamado Nómada, enfatizando el significado de la palabra como "hombre sin país". Esto prueba que el patriotismo de Capitán América es patriotismo constitucional habermasiano, es decir, comprometido con los valores democráticos y del buen gobierno de la república, y no un patriotismo dogmático, en el que ante pone su lugar de nacimiento a toda crítica. Durante este tiempo, varios hombres asumen sin éxito la identidad de Capitán América. Rogers finalmente lo vuelve a asumir después de considerar que la identidad podría ser un símbolo de los ideales estadounidenses y no su gobierno; es una convicción personal personificada cuando más tarde se enfrentó a un oficial del Ejército corrupto que intentaba manipularlo apelando a su lealtad: "Soy leal a la nada, general ... excepto al sueño [estadounidense]". Jack Monroe, curado de su inestabilidad mental, más tarde retoma el alias Nómada. Se cree que Sharon Carter fue asesinada mientras estaba bajo el control mental del Dr. Faustus.

#### 1980 a 1990
La década de 1980 incluyó una carrera del escritor Roger Stern y el artista John Byrne. Stern hizo que Rogers considerara una candidatura al Presidente de los Estados Unidos en Captain America # 250 (junio de 1980), una idea desarrollada originalmente por Roger McKenzie y Don Perlin. Stern, en su calidad de editor del título, originalmente rechazó la idea, pero más tarde cambió de opinión sobre el concepto. McKenzie y Perlin recibieron crédito por la idea en la página de cartas ante la insistencia de Stern. Stern también presentó un nuevo interés amoroso, el estudiante de derecho Bernie Rosenthal, en Captain America # 248 (agosto de 1980).
El escritor J.M. DeMatteis reveló el verdadero rostro y el origen completo de Red Skull en Captain America # 298–300, y el Capitán América se enfrentó a Jack Monroe, Nomad, como socio por un tiempo. Alrededor de este tiempo, los héroes reunidos por Beyonder eligen a Rogers como líder durante su estadía en Battleworld en la miniserie Secret Wars de 1984. La homofobia se trata cuando Rogers se encuentra con un amigo de la infancia llamado Arnold Roth, que es gay.
Mark Gruenwald se convirtió en el escritor de la serie con el número 307 (julio de 1985) y escribió 137 números durante 10 años consecutivos desde hasta el número 443 (septiembre de 1995), el mayor número de temas de un solo autor en la historia del personaje. Gruenwald creó varios enemigos nuevos, incluidos Crossbones y la Sociedad Serpiente. Otros personajes de Gruenwald incluyen Iguana, Superpatriota, y Hombre Demolición. Gruenwald también exploró numerosos temas políticos y sociales, como el idealismo extremo cuando el Capitán América lucha contra el terrorista antinacionalista Flag-Smasher; y vigilantismo cuando él caza al asesino Azote del Inframundo.
Rogers recibe un gran reembolso atrasado que se remonta a su desaparición al final de la Segunda Guerra Mundial, y una comisión del gobierno le ordena trabajar directamente para el gobierno de los EE. UU. Ya preocupado por la corrupción que había encontrado con el incidente de Nuke en la ciudad de Nueva York, Rogers elige en cambio renunciar a su identidad, y luego toma el alias de "el Capitán". John Walker, un capitán de reemplazo, lucha por emular los ideales de Rogers hasta que la presión de los enemigos ocultos ayuda a volver loco a Walker. Rogers regresa a la identidad de Capitán América mientras que un Walker recuperado se convierte en U.S. Agent.
Algún tiempo después, Rogers evita la explosión de un laboratorio de metanfetamina, pero el medicamento desencadena una reacción química en el suero del supersoldado en su sistema. Para combatir la reacción, Rogers extrae el suero de su cuerpo y se entrena constantemente para mantener su condición física. Más tarde, un retcon establece que el suero no era un fármaco per se, que se habría metabolizado fuera de su sistema, sino un organismo similar a un virus que produjo un cambio bioquímico y genético. Esto además explicó cómo nemesis, el Cráneo Rojo, que en ese momento habitaba un cuerpo clonado a partir de las células de Rogers, tiene la fórmula en su cuerpo.
Debido a su bioquímica alterada, el cuerpo de Rogers comienza a deteriorarse, y durante un tiempo debe usar un exoesqueleto de potencia y, finalmente, se coloca nuevamente en animación suspendida. Durante este tiempo, recibe una transfusión de sangre de Red Skull, que cura su condición y estabiliza el virus del supersoldado en su sistema. Capitán América vuelve a la lucha contra el crimen y los Vengadores.
Tras la salida de Gruenwald de la serie, Mark Waid se hizo cargo y resucitó a Sharon Carter como el interés amoroso de Cap. El título fue luego relanzado bajo Rob Liefeld cuando Cap se convirtió en parte del universo Heroes Reborn por 13 temas antes de que otro relanzamiento restaurara a Waid al título en un arco que hizo que Cap perdiera su escudo por un tiempo usando una energía basada en energía. Escudo como reemplazo temporal. Después de la carrera de Waid, Dan Jurgens asumió el control e introdujo un nuevo protocidio enemigo, un receptor fallido del suero supersoldado antes del experimento que creó con éxito a Rogers. Algún tiempo después de esto, se recuperó el escudo original de Rogers, pero un daño sutil sufrido durante la batalla con el Beyonder resultó en que se rompió y se desencadenó un 'cáncer de vibranio' que destruiría todo el vibranium del mundo, y Rogers casi se vio obligado a hacerlo. Destruye el escudo antes de un enfrentamiento con el villano Klaw vio cómo los ataques de Klaw reparaban sin saberlo los enlaces moleculares fracturados del escudo y negaban el cáncer.

### Siglo 21

#### 2000
A raíz de los ataques terroristas del 11 de septiembre, Rogers revela su identidad al mundo y establece una residencia en el vecindario Red Hook de Brooklyn, Nueva York, como se ve en Captain America vol. 4, # 1–7 (junio de 2002 - febrero de 2003). Después de la disolución de los Vengadores en el arco de la historia de Vengadores Desunidos, Rogers, ahora empleado por S.H.I.E.L.D., descubre que Bucky Barnes está vivo, y que fue salvado y desplegado por los soviéticos como el Soldado del Invierno. Rogers reanuda su relación con la agente de S.H.I.E.L.D., Sharon Carter. Después de un ataque masivo de la Balsa, Rogers y Tony Stark reúnen a un nuevo equipo de Vengadores para cazar a los fugitivos.
En el arco de la historia de la compañía, 2006-2007, "Guerra Civil", Rogers se opone al nuevo registro federal obligatorio de seres superpoderosos y encabeza el movimiento clandestino contra el registro. Después de un importante rencor y peligro para el público cuando las dos partes se enfrentan, el Capitán América se rinde voluntariamente y ordena a las fuerzas de Anti-registro que se retiren, sintiendo que la lucha ha llegado a un punto en el que el principio originalmente citado por las fuerzas de anti-registro ha sido perdido.
En el arco de la historia, "La Muerte del Capitán América", Rogers recibe el disparo de Sharon Carter, cuyas acciones son manipuladas por el villano Dr. Fausus. La miniserie Hijo Caído: La Muerte del Capitán América # 1–5 (junio-agosto de 2007) examina la reacción de la aturdida comunidad de superhéroes ante el asesinato de Rogers, con cada uno de los cinco temas enfocados en un personaje diferente reacción. Bucky asume el manto del Capitán América, según la solicitud de antemortem de Rogers.
Capitán América: Renacido # 1 (agosto de 2009) revela que Rogers no murió, ya que la pistola que Sharon Carter había sido hipnotizada para disparar a Rogers hizo que su conciencia entrara y saliera del espacio y el tiempo, apareciendo en varios momentos de su vida. Aunque Rogers logra transmitir un mensaje al futuro al dar un comando de tiempo a la Visión durante la Guerra Kree-Skrull, el Skull devuelve a Rogers al presente, donde toma el control de la mente y el cuerpo de Rogers. Rogers finalmente recupera el control y, con la ayuda de sus aliados, derrota al Skull. En el cómic de un disparo posterior, Capitán América: ¿Quién manejará el escudo?, Rogers le otorga formalmente a Bucky su escudo del Capitán América y le pide que continúe como Capitán América. El presidente de los Estados Unidos otorga a Rogers un perdón completo por sus acciones contra el registro.

#### 2010
Después de los arcos argumentales de Dark Reign y Siege, el personaje de Steve Rogers se convirtió en parte del arco argumental Heroic Age.
El presidente de Estados Unidos nombra a Rogers, en su identidad civil, como el "policía superior de Estados Unidos" y el jefe de seguridad de la nación, reemplazando a Norman Osborn como el décimo Director Ejecutivo de S.H.I.E.L.D. El Acta de Registro Sobrehumano queda derogada, y Rogers restablece el equipo de superhéroes, Los Vengadores, encabezado por Iron Man, Thor, y Bucky como el Capitán América. En la miniserie Steve Rogers: Super Soldier, él encuentra a Jacob Erskine, el nieto del profesor Abraham Erskine y el hijo de Tyler Paxton, uno de los compañeros voluntarios de Rogers en el programa del supersoldado. Poco después, Rogers se convierte en el líder de los Vengadores Secretos, un equipo de operaciones encubiertas conformado por superhéroes.
Durante la trama de Fear Itself, Steve Rogers está presente cuando la amenaza de la Serpiente es conocida. Tras la muerte aparente de Bucky a manos de Sin (en la forma de Skadi), Steve Rogers termina vistiendo su uniforme del Capitán América. Cuando los Vengadores y los Nuevos Vengadores están luchando contra Skadi, la Serpiente termina uniéndose a la batalla y rompe el escudo del Capitán América con sus propias manos. El Capitán América y los equipos de Vengadores terminan formado una milicia para una última batalla contra las fuerzas de la Serpiente. Cuando llega la batalla final, el Capitán América usa el martillo de Thor para luchar contra Skadi hasta que Thor logra matar a la Serpiente. A raíz de la batalla, Iron Man lo presenta con su escudo reforjado, ahora más fuerte por sus mejoras infundidas por uru, a pesar de la cicatriz que lleva. Entonces se revela que el Capitán América, Nick Fury y Black Widow son los únicos que saben que Bucky en realidad sobrevivió a la pelea con Skadi, mientras Bucky reanuda su identidad como el Soldado del Invierno.
En el arco argumental de Avengers vs. X-Men, el Capitán América intenta aprehender a Hope Summers de los X-Men. Ella es el recipiente blanco de la Fuerza Fénix, una entidad cósmica destructiva. El Capitán América cree que esta Fuerza Fénix es muy peligrosa para confiar en una persona, y busca evitar que Hope la tenga. Cíclope y los X-Men creen que la Fuerza Fénix salvará a su raza, y se oponen a los deseos del Capitán América. El resultado es una serie de batallas que finalmente llevan a ambos equipos a la zona azul de la luna. La Fuerza Fénix finalmente posee a los cinco X-Men presentes, dejando a los Vengadores en una extrema desventaja. Los Cinco Fénix, quien se vuelven corruptos por el poder del Fénix, son finalmente derrotados y esparcidos, con Cíclope encarcelado por darle la espalda al mundo en un estado policial y asesinar a Charles Xavier después de ser llevado demasiado lejos, solo para darse cuenta de que, al final, se comprobó que tenía razón sobre las intenciones del Fénix. A partir de ahí, el Capitán América procede a unir al Escuadrón Unidad de los Vengadores, un nuevo equipo de Vengadores compuesto tanto por miembros clásicos de los Vengadores como de los X-Men.
Después de que Cíclope fue encarcelado, y Steve aceptó que los Vengadores deberían haber hecho más para ayudar a los mutantes, y le permitieron al mundo odiarlos, él planeó un nuevo sub-equipo de Vengadores con la esperanza de unificar a los mutantes y a la humanidad. Rogers escogió a Havok para liderar su equipo y convertirse en el nuevo rostro para representar a los mutantes, como una vez lo fueron el Profesor X y Cíclope.
Su primera amenaza fue el regreso de Cráneo Rojo, quien usurpó el cuerpo del Profesor X para proporcionarse poderes telepáticos, los cuales usaría para provocar a los ciudadanos de Nueva York en un asalto masivo contra mutantes, o cualquiera que podría ser uno, y obligar a la Bruja Escarlata y a Rogue a permitir ser atacadas. Con ayuda, Cráneo Rojo incluso llegó a manipular a Thor.
Sin embargo, las habilidades de Cráneo Rojo eran todavía erráticas, y no podían controlar completamente al Capitán América. Un ataque contra él fue una distracción suficiente para que perdiera el control de la Bruja Escarlata y Rogue. Después de ser dominado por el resto de los Extraños Vengadores, Cráneo Rojo decidió escapar, pero promete regresar. Como consecuencia, tanto Rogue como la Bruja Escarlata se unen al equipo.
Durante una batalla con un enemigo llamado Iron Nail, el Suero del supersoldado dentro del cuerpo de Rogers fue neutralizado, causando que envejeciera rápidamente para coincidir con su edad cronológica de más de 90. Al no poder participar en misiones, de campo pero al seguir conservando su mente aguda, Rogers decidió asumir un papel como coordinador de misiones, organizando los planes de ataque de los Vengadores desde la mansión, mientras que nombró a Sam Wilson como su "reemplazo" oficial como el Capitán América. Cuando varios Vengadores y X-Men fueron invertidos en villanos y varios villanos fueron invertidos al heroísmo debido a un hechizo mal ejecutado por la Bruja Escarlata y el Doctor Doom, Rogers no solo coordinó los esfuerzos de Spider-Man y los villanos invertidos, ahora llamados los "Asombrosos Vengadores", sino también vistió su vieja armadura para luchar contra el invertido Falcon, hasta que los héroes y villanos pudieran ser devueltos a la normalidad con la ayuda de Cráneo Blanco (Cráneo Rojo invertido).
Durante la historia de "Time Runs Out", Steve Rogers usa una armadura cuando se enfrenta a Iron Man. La pelea que siguió entre los dos viejos amigos llevó a Steve Rogers a obligar a Iron Man a admitir que le había mentido a él y a todos sus aliados, cuando se había enterado de las incursiones entre las Tierras alternativas todo el tiempo, pero Iron Man también confesó que no lo haría. No cambies nada. La incursión final comenzó y la Tierra-1610 comenzó a acercarse a la Tierra-616 mientras Iron Man y Steve Rogers seguían luchando. S.H.I.E.L.D. de Tierra-1610 lanzó una invasión completa para destruir Tierra-616, donde Tony Stark y Steve Rogers fueron aplastados por un Helicarrier.
Como parte de All-New, All-Different Marvel, Steve Rogers se convirtió en el nuevo Jefe de Supervisión Civil de S.H.I.E.L.D. Regresó a los Uncanny Vengadores, donde el equipo ahora está usando el Teatro Schaefer como su sede.
Steve Rogers luego tiene un encuentro con un Logan alternativo de Tierra-807128. Después de derrotar a Logan y llevarlo a Alberta, Canadá, Rogers intentó "tranquilizar" a Logan de que este no era su "pasado" mostrándole el cuerpo congelado de adamantium de Logan de la Tierra-616. Esta visión le recuerda a Logan la necesidad de disfrutar de estar vivo en lugar de meditar sobre los fantasmas de su pasado. Aunque le contó a Steve Rogers lo que había experimentado en su línea de tiempo, Logan rechazó la oferta de ayuda de Steve.

#### Línea de tiempo alternativa, duplicado de Hydra
Durante la historia de "Avengers: Standoff!" de 2016, Steve Rogers se entera de Rick Jones que S.H.I.E.L.D. ha establecido Pleasant Hill, una comunidad cerrada donde utilizan a Kobik para transformar a los villanos en ciudadanos comunes. Cuando Rogers es llevado a Pleasant Hill, se enfrenta a Maria Hill sobre el proyecto Kobik. Su argumento se interrumpe cuando el Barón Helmut Zemo y Fixer restauran a los internos a la normalidad. Después de que Hill se lesione, Rogers convence a Zemo de que deje que Hill reciba atención médica. Rogers es acompañado por el Dr. Erik Selvig a la Clínica por el padre Patrick. Selvig le dice a Rogers que Kobik está en la bolera de Pleasant Hill. Durante un intento de razonar con Kobik, Rogers es atacado por Crossbones. Antes de que se pueda matar a Rogers, Kobik usa sus habilidades para devolverle a su apogeo. Declarando que "es bueno estar de vuelta", Steve derrota a Crossbones cuando el Capitán América y el Soldado del Invierno lo alcanzan. Reanudan su búsqueda de Kobik y descubren que Baóon Zemo hizo que Fixer inventara un dispositivo que haría a Kobik subordinado a ellos. Rogers reúne a los héroes para que puedan luchar contra Zemo. Tras el incidente, Steve y Sam planean mantener en secreto lo que sucedió en Pleasant Hill por el momento.
En Captain America: Steve Rogers # 1 (julio de 2016), el panel final aparentemente reveló que Rogers ha sido un agente doble de Hydra desde su temprana juventud. Esto se reveló posteriormente como el resultado de la restauración de Kobik a la juventud de Rogers, ya que Cráneo Rojo le había enseñado que Hydra era buena para el mundo y que tenía la mente de un cuatro niño de un año, Kobik cambió la realidad para que Rogers fuera el mejor hombre que podía ser: creyendo que Hydra era buena, Kobik alteró sus recuerdos para que Rogers creyera que siempre había sido miembro de Hydra. Algunos de los atributos heroicos originales de Rogers permanecen intactos, como cubrir la muerte de otro miembro de Hydra dentro de S.H.I.E.L.D., Erik Selvig, así como conocer la trágica vida de Jack Flag y su inmortalidad, por lo que Steve lo empuja desde el avión de Zemo (resultando en coma, no muerte). Además, se revela que el padre abusivo de Rogers, Joseph, en realidad fue asesinado por Hydra, y que Hydra lo engañó haciéndole creer que Joseph murió de un ataque al corazón. También se revela que Rogers presenció a su madre, Sarah, que fue asesinada por los matones Hydra de Sinclair y lo secuestró, razón por la cual Steve guardó rencor por la maldad de Hydra y planea matar al clon del Cráneo Rojo y restaurar el honor perdido de Hydra. Como parte de sus planes a largo plazo, Steve comprometió aún más la imagen actual de Sam Wilson como el Capitán América al utilizar su mayor familiaridad con el escudo para poner a Wilson deliberadamente en una posición en la que no podría usar el escudo para salvar a un senador desde Flag-Smasher, con el objetivo final de desmoralizar a Sam hasta el punto en que devolverá el escudo a Rogers por voluntad propia, sin querer matar a Wilson y arriesgarse a crear un mártir.
Durante la historia de la "Guerra Civil II" de 2016, con el descubrimiento de un nuevo inhumano Ulysses, que tiene la capacidad de "predecir" el futuro calculando patrones complejos, Rogers se propuso evitar que Ulysses supiera de sus verdaderos planes y lealtad. Rogers hace esto "forzando" ciertas predicciones sobre él, como proporcionar anónimamente a Bruce Banner una nueva investigación de gamma para provocar una visión que conduciría a los Vengadores a matar a Banner, aunque este plan aparentemente ha fracasado con una visión reciente que muestra al nuevo Spider-Man de pie sobre el muerto Steve Rogers. A pesar de esta revelación, Rogers se presenta como la voz de la razón al permitir que Spider-Man huya con Thor. Esto inspira dudas en Tony Stark por su postura actual al sugerir que solo está actuando contra Danvers porque no le gusta ser el mejor perro. Luego va a Washington D. C., el lugar que se ve en la visión de Ulysses, para hablar con Spider-Man, quien estaba tratando de entender la visión como lo era él. Cuando el Capitán Marvel intenta arrestar a Spider-Man, Tony, usando la armadura de la Máquina de Guerra, se enfrenta a ella y los dos comienzan a pelear.
Más tarde, Rogers va a Sokovia y une fuerzas con Black Widow para liberar a los luchadores por la libertad de una prisión para que puedan reclamar su país. Después de eso, se dirige a su base donde el Doctor Selvig expresa su preocupación por su plan para matar al Cráneo Rojo. Luego revela que tiene al Barón Zemo en una celda, planeando reclutarlo. Finalmente mata al Skull después de que el villano es capturado por Escuadrón de Unidad y el fragmento de cerebro de Xavier extraído por la Bestia, Rogers arroja al Skull por una ventana sobre un acantilado después de que Sin y Crossbones afirman su nueva lealtad a Rogers.
En la historia del "Imperio Secreto" de 2017, Rogers, como jefe de S.H.I.E.L.D., usa una invasión alienígena subsiguiente y un asalto masivo de supervillanos para neutralizar a los superhéroes que podrían oponerse a él, y busca al Cubo Cósmico para lograr una realidad en la que Hydra ganó la Segunda Guerra Mundial. Cuando Rick contrabandea información sobre la reescritura del Cubo de la realidad de Rogers a los Vengadores libres restantes, aparece un hombre desaliñado y barbudo, vestido con un uniforme desgarrado de la Segunda Guerra Mundial, que se presenta como Steve Rogers. A medida que los Vengadores e Hydra buscan fragmentos del Cubo destrozado, se revela que este Steve Rogers amnésico es en realidad una manifestación de Rogers que existe dentro del Cubo mismo, creado por los recuerdos de Rogers de Kobik antes de que se convirtiera a Hydra. Reconoce que su decisión de "reescribir" a Rogers como agente de Hydra fue incorrecta. Aunque Hydra Rogers es capaz de reensamblar en su mayoría el Cubo Cósmico, Sam Wilson y Bucky pueden usar un fragmento del cubo para restaurar la "memoria" de los Pre-Hydra Rogers en el Cubo a la existencia corporal, lo que le permite derrotar su propia Hydra, posteriormente usó el Cubo para deshacer la mayor parte del daño causado por la manipulación de la realidad de Hydra incluso si el daño físico permanece. Cap. Hydra continúa existiendo como una entidad separada y se mantiene atrapada en una prisión donde él es el único recluso, burlándose del Rogers restaurado sobre el desafío que enfrentará al reconstruir su reputación incluso cuando Rogers dice que esta experiencia enseñará a todos a no poner esa confianza ciega en otro.

## Otros Capitanes América
El Capitán América suele identificarse con su alter ego Steve Rogers, aunque otros personajes también han vestido el uniforme de las barras y estrellas de manera puntual. Concretamente tres de ellos fueron sucesores del Capitán América introducidos mediante la técnica de la retrocontinuidad con la intención de evitar contradicciones entre los cómics publicados en las décadas de 1940 y 1950 por un lado, que presentaban al héroe activo tras la Segunda Guerra Mundial, y la versión de la Edad de Plata por otro, en la que el Steve Rogers había desaparecido tras la Segunda Guerra Mundial.

## Poderes y habilidades

### Táctico y comandante de campo
La experiencia de batalla y el entrenamiento de Rogers lo convierten en un experto táctico y un excelente comandante de campo, ya que sus compañeros de equipo con frecuencia respetan sus órdenes en la batalla. Thor ha declarado que Rogers es uno de los pocos humanos de los que recibirá órdenes y seguirá "a través de las puertas de Hades". Los reflejos y sentidos de Rogers son extraordinariamente agudos. Ha mezclado Aikido, Boxeo, Judo, Karate, Jujutsu, Kickboxing, y la gimnasia en su propio estilo de lucha único y es un maestro de las artes marciales múltiples. Años de práctica con su escudo casi indestructible le permiten apuntar y lanzarlo con una precisión casi infalible. Su habilidad con su escudo es tal que puede atacar a múltiples objetivos en sucesión con un solo lanzamiento o incluso provocar un bumerán, como un retorno de un lanzamiento para atacar a un enemigo desde atrás. En cambio, otros combatientes expertos lo consideran como uno de los mejores combatientes cuerpo a cuerpo en el Universo Marvel, limitado solo por su físico humano. Aunque el suero del supersoldado es una parte importante de su fuerza, Rogers se ha mostrado todavía suficientemente capaz contra oponentes más fuertes, incluso cuando el suero ha sido desactivado volviéndolo a su físico anterior al Capitán América.
Rogers tiene un vasto conocimiento militar de los EE. UU. y a menudo se muestra que está familiarizado con las operaciones en curso y clasificadas del Departamento de Defensa. Es un experto en estrategia de combate, supervivencia, acrobacia, parkour, estrategia militar, pilotaje y demoliciones. A pesar de su alto perfil como uno de los superhéroes más populares y reconocibles del mundo, Rogers tiene un amplio conocimiento de la comunidad de espionaje, en gran parte a través de su relación continua con S.H.I.E.L.D.

### Suero supersoldado
La fórmula mejora todas sus funciones metabólicas y previene la acumulación de venenos de fatiga en sus músculos, lo que le proporciona una resistencia mucho mayor que la de un ser humano común. Esto explica muchas de sus extraordinarias hazañas, incluido un banco de presión de 1,200 libras (540 kg) y una milla (1,6 km) en 73 segundos (49 mph / 78 kph, casi el doble de la velocidad máxima alcanzada por los mejores velocistas humanos). Además, sus mejoras son la razón por la que pudo sobrevivir congelado en una animación suspendida durante décadas. Es altamente resistente a la hipnosis o gases que podrían limitar su enfoque. Los secretos para crear un supersoldado se perdieron con la muerte de su creador, el Dr. Abraham Erskine. En las décadas siguientes ha habido numerosos intentos de recrear el tratamiento de Erskine, solo para que terminen en fracaso. Peor aún, los intentos han creado a menudo supervillanos psicopáticos de los cuales el imitador de 1950 y Nuke del Capitán América son los ejemplos más notorios.

### Armas y equipo
El Capitán América ha usado múltiples escudos a lo largo de su historia, el más frecuente de los cuales es un escudo en forma de disco casi indestructible hecho de una aleación experimental de acero y el vibranium ficticio. El escudo fue lanzado por el metalúrgico estadounidense Dr. Myron MacLain, quien fue contratado por el gobierno de los EE. UU., por órdenes del presidente Franklin D. Roosevelt, para crear una sustancia impenetrable para los tanques durante la Segunda Guerra Mundial. Esta aleación fue creada por accidente y nunca se duplicó, aunque los esfuerzos para realizar ingeniería inversa dieron como resultado el descubrimiento del adamantium.
El Capitán América a menudo usa su escudo como un arma ofensiva. La primera instancia de la característica marca de rebotes de escudo del Capitán América se produce en los primeros cómics de Stan Lee, el cuento de dos páginas El Capitán América frustró la venganza del traidor en Capitán América Cómics # 3 (mayo de 1941). El legado del escudo, entre otros personajes de cómics, incluye al superhéroe mutante que viaja en el tiempo, Cable, que le dice al Capitán América que su escudo todavía existe en uno de los futuros posibles; Cable lo lleva a la batalla y lo muestra como un símbolo.
Cuando no tiene su escudo de marca registrada, el Capitán América a veces usa otros escudos hechos de metales menos duraderos como el acero, o incluso un escudo de energía fotónica diseñado para imitar una matriz de vibranium. Rogers, después de haber entregado su escudo normal a Barnes, llevaba una variante del escudo de energía que se puede usar con cualquiera de los dos brazos y se usa para bloquear ataques o como un arma ofensiva improvisada capaz de atravesar el metal con relativa facilidad. Al igual que su escudo de Vibranium, el escudo de energía puede ser lanzado, incluyendo rebotar en múltiples superficies y regresar a su mano.
El uniforme del Capitán América está hecho de un material ignífugo, y usa una armadura de escamas de duraluminio liviana y a prueba de balas debajo de su uniforme para mayor protección. Originalmente, la máscara de Rogers era una pieza separada del material, pero la perdió en uno de sus primeros combates, por lo que casi expone su identidad. Para evitar que la situación se repitiera, Rogers modificó la máscara uniéndola al uniforme, con el beneficio adicional de extender su armadura para cubrir su cuello, previamente expuesto. Como miembro de los Vengadores, Rogers tiene una tarjeta de prioridad de los Vengadores, que sirve como dispositivo de comunicaciones.
El Capitán América ha utilizado una motocicleta especializada personalizada, modificada por el laboratorio de armas de S.H.I.E.L.D., así como una furgoneta de combate construida especialmente por el Grupo Designado de Wakanda con la capacidad de cambiar su color por motivos de disfraz (rojo, blanco y azul), y equipada para almacenar y ocultar la motocicleta personalizada en su sección trasera con un bastidor que permite a Rogers lanzarla desde el vehículo.

## Villanos
Capitán América ha enfrentado a numerosos enemigos en más de 70 años de aventuras publicadas. Muchos de sus enemigos recurrentes encarnan ideologías contrarias a los valores estadounidenses por los que se demuestra que el Capitán América lucha. Algunos ejemplos de estos valores opuestos son el nazismo (Cráneo Rojo, Barón Zemo), el Neonazismo (Crossbones, Doctor Faustus), el fascismo tecnocrático (A.I.M., Arnim Zola), el comunismo (Aleksander Lukin), el anarquismo (Flag-Smasher) y el terrorismo internacional y doméstico (Hydra).

## Versiones alternativas
A lo largo de los años, Marvel ha presentado numerosas realidades alternativas en las que el Capitán América aparecía con sutiles diferencias en su origen y evolución; de hecho, se han catalogado más de 120 versiones alternativas del personaje, algunas de las cuales aparecieron durante dos o tres páginas y nunca más volvieron a ser mencionadas.
No obstante, a pesar de que existen tantas versiones del héroe abanderado, dos de ellas han alcanzado cierta notoriedad y éxito comercial en los últimos años. La primera de estas versiones del Capitán América ha sido la del universo Ultimate, un sello de Marvel Comics que presenta a personajes clásicos con nuevos orígenes y un tono más moderno, buscando así atraer a nuevos lectores y evitar que se sintiesen confusos ante la compleja continuidad del universo Marvel tradicional. Básicamente, el origen de este Capitán América es a grandes rasgos idéntico al del universo Marvel tradicional, con el personaje luchando contra los nazis, desapareciendo tras la Segunda Guerra Mundial y despertando décadas después para unirse a un grupo de superhéroes, The Ultimates. No obstante, el personaje ha sido presentado con un enfoque más realista, por lo que Rogers se muestra como una persona más tradicional y conservadora, mostrando así que proviene de otra época. La segunda versión del Capitán América ha sido la publicada en Marvel Zombies, una serie de cómics en donde los héroes y villanos de Marvel van sucumbiendo ante una epidemia zombi.

## Series de historieta
Las aventuras del Capitán América han aparecido en numerosas series a lo largo de las últimas décadas. El siguiente listado recoge solamente las apariciones en las que el héroe o sus secundarios son los protagonistas principales, y se excluyen por lo tanto sus cameos en otras seriesy aquellos otros títulos, como Young Allies, Avengers o Invaders, en donde comparte protagonismo con otros superhéroes. Tampoco se incluyen las reediciones.

### Series principales

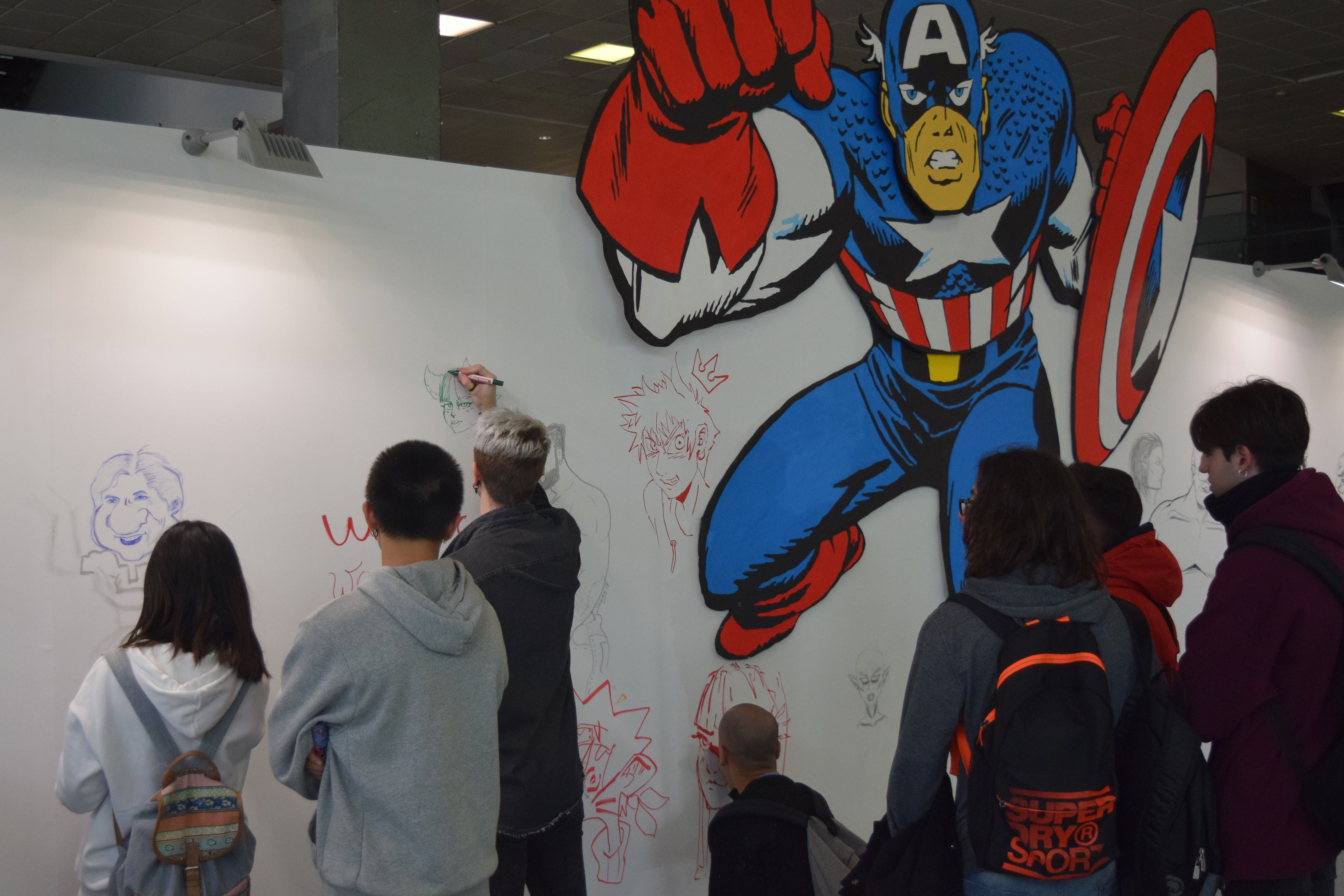
Imagen de la ed. del 2019 del Salón Internacional del Cómic de Barcelona.

- Captain America Comics #1-73 (marzo de 1941 a julio de 1949)
- All Winners Comics #1-18 (verano 1941 a verano 1946)
- USA Comics #6-17 (diciembre de 1942 a otoño 1945)
- Marvel Mystery Comics #80-92 (enero de 1947 a junio de 1949)
- Young Men #24-28 (diciembre de 1953 a junio de 1954)
- Men's Adventures #27-28 (mayo a julio de 1954)
- Captain America Comics #76-78 (mayo a septiembre de 1954)
- Tales of Suspense #59-99 (noviembre de 1964 a marzo de 1968)
- Captain America vol. 1 #100-454 (abril de 1968 a agosto de 1996)
  - Captain America Annual vol. 1 #1-13 (1971-1994)
- Captain America vol. 2 #1-13 (noviembre de 1996 a noviembre de 1997)
- Captain America vol. 3 #1-50 (enero de 1998 a febrero de 2002)
  - Captain America 1999 (1999)
  - Captain America 2000 (2000)
  - Captain America 2001 (2001)
- Captain America vol. 4 #1-32 (junio de 2002 a diciembre de 2004)
- Captain America vol. 5 #1-50 (enero de 2005 a julio de 2009)
- Captain America vol. 1 #600-619 (agosto de 2009 a agosto de 2011)
- Captain America vol. 6 #1-19 (septiembre de 2011 a diciembre de 2012)
- Captain America vol. 7 #1-25 (enero de 2013 a diciembre de 2014)

### Series limitadas y derivadas
- Falcon #1-4 (noviembre de 1983 a febrero de 1984)
- Nomad vol. 1 #1-4 (noviembre de 1990 a febrero de 1991)
- The Adventures of Captain America #1-4 (septiembre de 1991 a enero de 1992)
- Nomad vol. 2 #1-25 (mayo de 1992 a mayo de 1994)
- US Agent #1-4 (junio a septiembre de 1993)
- Captain America: Sentinel of Liberty #1-12 (septiembre de 1998 a agosto de 1999)
- USAgent #1-3 (agosto a octubre de 2001)
- Captain America: Dead Men Running #1-3 (marzo a mayo de 2002)
- Captain America: What Price Glory #1-4 (2003)
- Captain America and The Falcon #1-14 (mayo de 2004 a junio de 2005)
- Fallen Son: The Death of Captain America #1-5 (junio a agosto de 2007)
- Captain America: The Chosen #1-6 (noviembre de 2007 a marzo de 2008)
- Captain America Reborn #1-6 (septiembre de 2009 a marzo de 2010)
- Nomad: Girl Without a World #1-4 (noviembre de 2009 a febrero de 2010)
- Captain America: The 1940s Newspaper Strip #1-3 (agosto a octubre de 2010)
- Captain America: Forever Allies #1-4 (octubre de 2010 a enero de 2011)
- Captain America: Patriot #1-4 (noviembre de 2010 a febrero de 2011)
- Captain America: The Korvac Saga #1-4 (febrero a mayo de 2011)
- Captain America: First Vengeance #1-4 (julio a agosto de 2011)
- Captain America: Man Out of Time #1-5 (enero a mayo de 2011)
- Captain America: Hail Hydra #1-5 (marzo a julio de 2011)
- Ultimate Captain America #1-4 (marzo a junio de 2011)
- Red Skull #1-5 (septiembre de 2011 a enero de 2012)
- Captain America & Bucky #620-628 (septiembre de 2011 a mayo de 2012)
- Captain America Corps #1-5 (agosto a diciembre de 2012)

### Números especiales
- Marvel Treasury Special: Captain America's Bicentennial Battles (junio de 1976)
- Marvel Fanfare #18 (enero de 1985)
- Captain America Goes to War Against Drugs (1990)
- Captain America: The Movie Special (1992)
- Captain America: Drug War (1994)
- Captain America: The Medusa Effect (1994)
- Captain America: The Legend (1996)
- Marvel Comics: Captain America (2000)
- Captain America 65th Anniversary Special (2006)
- What If? Featuring Captain America (2006)
- Captain America Theater of War: Operation Zero War (2008)
- Captain America White (2008)
- Mythos: Captain America (2008)
- Ultimate Captain America Annual (2008)
- Captain America: Taco Bell Special (2009)
- Captain America Comics 70th Anniversary Special (2009)
- Captain America Theater of War: A Brother in Arms (2009)
- Captain America Theater of War: America First! (2009)
- Captain America Theater of War: America the Beautiful (2009)
- Captain America Theater of War: To Soldier On (2009)
- Captain America Theater of War: Ghost of My Country (2009)
- Captain America Theater of War: Prisoners of Duty (2010)
- Captain America Reborn: Who Will Wield the Shield (2010)
- Fear Itself: Captain America (2010)
- Siege: Captain America (2010)
- Captain America and Batroc the Leaper (2011)
- Captain America and Crossbones (2011)
- Captain America and Falcon (2011)
- Captain America and The First Thirteen (2011)
- Captain America: Fighting Avenger (2011)

## Adaptaciones a otros medios
La popularidad del Capitán América se puede constatar en sus numerosas apariciones, ya sea como protagonista o como secundario, en películas, teleseries, videojuegos, novelas y juegos de rol.

#### 1960
- La primera aparición del Capitán América en la pantalla chica tuvo lugar en 1966, en la serie de animación The Marvel Super Heroes, donde el Capitán América compartía protagonismo con Iron Man, Thor, Hulk y Namor. Fueron adaptaciones en gran medida sencillas no solo de las historias en solitario del personaje de Tales of Suspense, sino también de varias historias de la serie The Avengers.[186][187]

#### 1980
- Aparece en el episodio The Capture of Captain America de la serie Spider-Man de 1981[186]
- También apareció en dos episodios de la serie Spider-Man and His Amazing Friends de 1981, "7 Little Superheroes" y "Pawns of the Kingpin",[186] donde DiCenzo nuevamente expresó la voz del personaje.

#### 1990
- Aparece en la serie X-Men en 1997, en Old Soldiers.[186] Es un agente estadounidense, enviado junto con el agente canadiense Wolverine, para rescatar a un científico secuestrado por Red Skull y los nazis. Él está presente en el episodio solo en flashbacks de Wolverine. Lawrence Bayne expresa al Capitán América, quien también proporcionó voces para Cable y Erik the Red en la misma serie. Red Skull fue expresado por Cedric Smith, quien también expresó al Profesor X durante toda la serie.
- En numerosos episodios de Spider-Man entre 1997 y 1998, hizo algunas apariciones, donde David Hayter le expresó:[186]
  - Apareció por primera vez en "The Cat" (Temporada # 4 Ep 43) con un cameo cuando Peter Parker narra una escena de flashback con John Hardeski como testigo del experimento que convirtió a Steve Rogers en Capitán América. Red Skull también hace un cameo.
  - Apareció en los últimos tres episodios de la saga " Six Forgotten Warrior ". El tercero ofrece una escena retrospectiva que explica la desaparición del Capitán América después de la Segunda Guerra Mundial: él y Red Skull estuvieron atrapados en una máquina dimensional durante los últimos 50 años. En los últimos dos episodios, el Capitán América sale de la máquina (con Red Skull), y en la última entrega, él y Red Skull luchan y, al final, quedan atrapados en la máquina una vez más.
  - En las tres guerras de " Secret Wars", el Capitán América fue uno de los héroes que Spider-Man seleccionó para liderar contra los villanos, y lo eligió debido a su experiencia pasada con Red Skull.
- En The Avengers: United They Stand que se emitió entre 1999 y 2000. Capitán América aparece en un episodio, "Command Decision".[186] La historia involucra a Maestros del Mal y un flashback al Capitán América derrotando a Barón Zemo. Fue expresado por Dan Chameroy.

#### 2000
- Apareció en el episodio Operación Renacimiento de la serie X-Men Evolution en 2002. En este episodio, el Capitán América se convierte en el supersoldado durante la Segunda Guerra Mundial mediante el experimento en una cámara de tanques de estasis llamado "Operación Renacimiento", similar a los cómics. Obtiene una destreza física sobrehumana como su contraparte del cómic, pero a un precio considerable; un defecto en el proceso causa una eventual avería celular, lo que obliga a que el Capitán América se ponga en estasis hasta que se pueda encontrar una cura. Durante la Segunda Guerra Mundial, participa en una operación conjunta con el soldado canadiense Logan para liberar un campo de prisioneros de guerra, donde salva a un niño llamado Erik Lehnsherr, el futuro Magneto. Cuando comienza a debilitarse, él y Logan destruyen el tanque de estasis del Proyecto Renacimiento para que nadie más tenga que sufrir su condición. Más tarde, Logan se entera de que existía una réplica del tanque como respaldo, la cual S.H.I.E.L.D. resguardó y luego fue robada por Magneto, ya que tiene un efecto de rejuvenecimiento para los mutantes. El episodio termina con Wolverine visitando la cámara de estasis donde descansa el Capitán América, diciéndole a su antiguo compañero que eventualmente encontrarán una cura para su condición, y también asegurándole que formaron un gran equipo en su tiempo.
- En El escuadrón de superhéroes es emitido entre 2009 y 2011, con la voz de Tom Kenny.[188] En este programa, se lo ve como un líder que a menudo anda divagando en las décadas de 1930 y 1940, y en ocasiones incluso olvida que ya no está en la década de 1940 ("Si ese es el llamado de Roosevelt, dile que no estoy aquí"). También tiene una actitud militarista y con frecuencia grita "¡Hup, hup, hup!"
- En Iron Man: Armored Adventures, se hace referencia frecuentemente al Capitán América. En "Ghosts in the Machine" se ve una clase que se enseña sobre el Capitán América que participó en tres batallas públicas en la Segunda Guerra Mundial. También se ve una foto del Capitán América. En "Extremis" se mencionó que S.H.I.E.L.D. había recuperado al Capitán América.

#### 2010
- Capitán América apareció en el primer episodio de la serie animada Black Panther, con la voz de Adrian Pasdar. Viajó a Wakanda durante la Segunda Guerra Mundial en busca de invasores nazis, enfrentándose a T'Challa / el padre de la Pantera Negra, T'Chaka.
- En The Avengers: Earth's Mightiest Heroes que se emitió desde 2010 hasta 2012.[189] con la voz de Brian Bloom.[190][191] Su cuerpo congelado es encontrado y descongelado inicialmente por los Vengadores en el episodio "Leyenda Viviente", y se une al equipo al final del episodio. Al final del final de la primera temporada, "Un día a diferencia de cualquier otro", el Capitán América es capturado y reemplazado por un Skrull. En la segunda temporada del episodio "Prisionero de Guerra", el Capitán América estuvo cautivo en la nave Skrull durante dos meses, después de lo cual el Capitán América liberó y ayudó a otros cautivos a escapar de la nave Skrull. En el episodio "Invasión secreta", el Capitán América regresa a la Tierra y ayuda a los Vengadores a luchar contra los Skrull. En "Código Rojo", Iron Man oficialmente hace al Capitán América, el líder.
- Capitán América aparece en Lego Marvel Super Heroes: Maximum Overload, con la voz de Roger Craig Smith.
- Capitán América aparece en la serie de anime de Toei Marvel Disk Wars: The Avengers.[192]
- Aparece en el especial de televisión Superhéroes de Lego Marvel: Avengers Reenssembled, con la voz de Roger Craig Smith.[193]

#### Marvel Animación
- Capitán América aparece en episodios de la serie de Ultimate Spider-Man, con la voz de Roger Craig Smith.[194]
  - En la primera temporada como: "No es un juguete", se une a Spider-Man para recuperar su escudo del Doctor Doom para evitar que analice y replique las propiedades únicas de la aleación vibranium-adamantium en el escudo y lo usará para sus propios fines nefastos.
  - En la segunda temporada como: "El Juego Acabó", hace equipo con Spider-Man y Wolverine para detener a Arcade que planea lanzar misiles nucleares para causar la Tercera Guerra Mundial y "Ataque Inigualable", aparece de cameo final con Thor y Iron Man para ofrecer a Spider-Man al unirse a los Vengadores.
  - En la tercera temporada como: "El Hombre Araña Vengador, Parte 1 y 2", aparece con los Vengadores al invitar a Spider-Man a su equipo, luego de que Loki y el Doctor Octopus causan estragos, en "Academia S.H.I.E.L.D.", aparece de cameo como instructor en el Triskelion, en "Concurso de Campeones, Parte 2", se une con Spider-Man, Hulk Rojo y Puño de Hierro, equipo con el Coleccionista para derrotar al Hombre de Arena, haciendo que el Gran Maestro convoca a Blastaar y Ymir. Mientras que el grupo se abren camino, el Capitán América fue congelado por Ymir, solo para ser eliminado del juego, cuando Hulk Rojo intentara descongelarlo y en la parte 4, aparece cuando lucha con Hawkeye contra el Hombre Absorbente, Skurge, Titus y el Doctor Octopus, hasta ser liberado por Spider-Man en una cápsula y hace equipo con él junto a Hulk, Agente Venom, White Tiger y el Coleccionista contra el Gran Maestro.
  - En la cuarta temporada como: "La Saga Simbionte, Parte 2", hace equipo con Spider-Man, Puño de Hierro, Agente Venom, Capa y Daga al liberar a Hulk y a otros siendo poseídos por Carnage y usar al Anti-Venom como refuerzo y en "Día de Graduación, Parte 1 y 2", asiste a la ceremonia de graduación en el Triskelion, luego de ser atrapado con los otros en un campo de fuerza de concentración de Ock, hasta ser liberado por Spider-Man.
- Capitán América aparece en Avengers Assemble, una vez más con la voz de Roger Craig Smith. Matthew Mercer debía asumir el papel en la temporada 3, pero en cambio Smith lo mantuvo.[195] En el primer episodio, el Capitán América aparentemente fue destruido por su enemigo Red Skull, pero luego se reveló que Red Skull lo capturó para poder cambiar de cuerpo con el Capitán América, ya que se estaba muriendo y necesitaba cambiar de cuerpo con él porque el suero supersoldado en él trabajaba. El Capitán América vuelve a ser miembro del equipo después de la derrota de Red Skull.[196] En la cuarta temporada, se ausenta al estar solo en 2 primeros episodios, pero regresa.
- También aparece en episodios de la serie de Hulk and the Agents of S.M.A.S.H., expresado nuevamente por Roger Craig Smith.[197]
  - En la primera temporada como "Monstruos nunca más", sale de cameo al felicitar a Hulk Rojo en la casa blanca.[198]
  - En la segunda temporada como "Guardianes de la Galaxia" aparece junto con los Vengadores siendo Skrulls disfrazados. En "Un Futuro Aplastante, Parte 4: Los Años de HYDRA", apareció en el pasado luchando junto a un Hulk que viajaba en el tiempo durante la Segunda Guerra Mundial para evitar que el Líder y Red Skull recrearan el suero de supersoldado del Dr. Erskine y lo aumentaran con radiación gamma. Simultáneamente, en una línea de tiempo futura alternativa, el Capitán América lucha para salvar al mundo, ya que fue tomada por Hydra y dirigida por el Líder. En esta línea de tiempo, el Capitán América nunca se congeló, pero a pesar de estar en sus últimos años de la década de los noventa, el suero de supersoldado en su cuerpo pareció retrasar su envejecimiento, aún en su condición física máxima y apareciendo solo en sus cuarenta y cinco años. En última instancia, Hulk y el pasado Capitán América detienen al Líder devolviendo la línea de tiempo a su configuración original. En "Planeta Monstruo, Parte 1 y 2", con Thor y Iron Man se unen a los Hulks para evitar que los Kree destruyan la Tierra y cuentan con otros héroes.
- Capitán América aparece también en la segunda temporada de Guardianes de la Galaxia, expresado nuevamente por Roger Craig Smith. En el episodio "Sobreviviendo", cuando él y los Vengadores atacan a los Guardianes de la Galaxia en robar un asteroide de su sede, y unen fuerzas para detener un satélite fuera de control. En el episodio, "La Roca de la Evolución", se unen nuevamente para detener al Alto Evolucionador que usará el asteroide de Thanos contra la Tierra.
- El Capitán América aparece en el episodio de la segunda temporada de Spider-Man, "School of Hard Knocks", expresado nuevamente por Roger Craig Smith.

#### Marvel Cinematic Universe
- La versión Marvel Cinematic Universe de Capitán América aparece brevemente a través de imágenes de archivo en el episodio piloto de Agents of S.H.I.E.L.D. En noviembre de 2013, Jed Whedon, el cocreador de la serie de televisión Agents of S.H.I.E.L.D., dijo que había planes para hacer referencia a los eventos del Capitán América: El soldado de invierno en el espectáculo.[199] En marzo de 2014, apareció un logotipo promocional para Agentes de S.H.I.E.L.D. que muestra una imagen del escudo del Capitán América,[200] burlándose de la serie de episodios apodada "Uprising".[201]
- A fines de abril de 2016, antes del lanzamiento de la película Capitán América: Civil War y la nueva temporada de Agent Carter, ABC emitió un documental oficial de Marvel titulado Captain America: 75 Heroic Years, explorando la historia de Capitán América y presentando a Chris Evans, Stan Lee, Steve Engelhardt y más.[202]
- Capitán América fue mencionada varias veces en Jessica Jones por su participación en la Batalla de Nueva York. En el episodio 5, "AKA The Sandwich Saved Me", se puede ver a un niño corriendo con un traje de Capitán América.

### Películas animadas
- En 1944, durante su época de mayor popularidad,[203] el personaje protagonizó su propio serial cinematográfico de quince capítulos, producido por Republic Pictures. El personaje sufrió, no obstante, numerosos cambios: pasó de ser el recluta Steve Rogers al fiscal del distrito Grant Gardner, Bucky desapareció de la trama y su famoso escudo fue sustituido por una pistola.[204] Posteriormente, el personaje desapareció durante cuatro décadas de los cines, hasta el lanzamiento de una nueva película en 1990, que si bien fue mucho más respetuosa con el origen del personaje, sufrió a causa de su escaso presupuesto, su pobre caracterización y sus mediocres escenas de acción.[205]
- Finalmente, en 2006, el personaje apareció adaptado con fidelidad y unos medios dignos en dos películas de animación, Ultimate Avengers y Ultimate Avengers 2.[206]
- En la película Next Avengers: Heroes of Tomorrow, Rogers y Romanoff tienen un hijo llamado James Rogers.

## Películas en imagen real
Steve Rogers es un personaje ficticio interpretado por Chris Evans en la franquicia de la película Universo cinematográfico de Marvel (UCM), basado en el personaje de Marvel Comics del mismo nombre y conocido comúnmente como Capitán América. En las películas, Steve Rogers es un soldado del Ejército de EE. UU. de la Segunda Guerra Mundial que recibió capacidades físicas y mentales mejoradas con un suero de "supersoldado" desarrollado por el ejército, y que más tarde fue congelado en hielo durante 70 años.

### Capitán América: el primer vengador
Su siguiente aparición en una película tuvo lugar en 2011, en la película en imagen real de Marvel Studios Capitán América: el primer vengador.
Steve Rogers nació en Brooklyn, Nueva York, el 4 de julio de 1918. Su padre murió de Gas mostaza mientras estaba en el Ejército, y su madre Sarah, una enfermera, murió de Tuberculosis. Al comienzo de la Segunda Guerra Mundial, trata de alistarse pero es rechazado repetidamente debido a varios problemas de salud. En 1943, mientras asistía a una exposición de tecnologías futuras con su amigo, el sargento James "Bucky" Barnes, Rogers hace otro intento. El Dr. Abraham Erskine escucha que Rogers habla con Barnes acerca de querer ayudar en la guerra y aprueba su alistamiento. Él es reclutado en la Reserva Científica Estratégica como parte de un experimento "supersoldado" con Erskine, el coronel Chester Phillips y la agente británica Peggy Carter. Phillips no está convencido por las afirmaciones de Erskine de que Rogers es la persona adecuada para el procedimiento, pero cede después de ver a Rogers cometer un acto de valentía abnegada. La noche antes del tratamiento Erskine le revela a Rogers que el oficial nazi Johann Schmidt se sometió a una versión imperfecta del procedimiento y sufrió efectos secundarios permanentes.
Erskine somete a Rogers al tratamiento de supersoldado, inyectándole un suero especial y administrándole "rayos vita". Después de que Rogers emerge del experimento, más alto y más musculoso, un asesino encubierto mata a Erskine y huye. Rogers persigue y captura al asesino, quien evita el interrogatorio al suicidarse con una cápsula de cianuro. Con la muerte de Erskine y su fórmula de supersoldado perdida, el senador estadounidense Brandt tiene a Rogers recorriendo la nación con un colorido disfraz de "Capitán América" para promover lazos de guerra mientras los científicos lo estudian e intentan redescubrir la fórmula. En 1943, mientras estaba de gira en Italia actuando para militares activos, Rogers se entera de que la unidad de Barnes era DEA. En una batalla contra las fuerzas de Schmidt. Al negarse a creer que Barnes está muerto, Rogers hace que Carter y el ingeniero Howard Stark lo lleven detrás de las líneas enemigas para montar un intento de rescate en solitario. Rogers se infiltra en la fortaleza de la división nazi de Schmidt, Hydra, liberando a Barnes y los otros prisioneros. Rogers se enfrenta a Schmidt, quien se revela como "Cráneo Rojo" y se escapa.
Rogers recluta a Barnes y a varios otros para formar un equipo para atacar otras bases conocidas de Hydra. Stark viste a Rogers con equipo avanzado, sobre todo un escudo circular hecho de vibranium, un metal raro, casi indestructible. El equipo luego captura al miembro de Hydra, el Dr. Arnim Zola en un tren, pero Barnes se cae del tren. Usando información extraída de Zola, Rogers dirige un ataque en el último baluarte de Hydra para evitar que Schmidt use armas de destrucción masiva.en las principales ciudades americanas. Rogers se sube a bordo del avión de Schmidt cuando despega, y durante la lucha posterior, el contenedor de Teseracto está dañado. Schmidt maneja físicamente el Teseracto, haciendo que se disuelva en una luz brillante. El Teseracto quema a través del avión y se pierde en el océano. Rogers no puede aterrizar el avión sin arriesgarse a detonar sus armas en el Ártico. Stark más tarde recupera el Teseracto del fondo del océano, pero no puede localizar a Rogers o al avión, presumiendo que está muerto.
Rogers se despierta en una habitación de hospital de estilo de los años 40. Al deducir de una transmisión de radio anacrónica que algo anda mal, huye y se encuentra en el actual Times Square, donde el director de S.H.I.E.L.D., Nick Fury, le informa que ha estado "dormido" durante casi 70 años. En una escena poscréditos, Fury se acerca a Rogers y propone una misión con ramificaciones mundiales.

### The Avengers
En el 2012, su película sirvió de prólogo para The Avengers, donde el Capitán América unía fuerzas con otros personajes del Universo Marvel como Iron Man, Black Widow, Thor, Hulk y Hawkeye, y obtuvo un gran éxito de crítica y público.
Cuando el Asgardiano Loki llega y comienza a amenazar a la Tierra, toma el Teseracto de una instalación de S.H.I.E.L.D. Fury reactiva la Iniciativa de los Vengadores y se acerca a Rogers con una tarea para recuperar el Teseracto. En Stuttgart, Rogers y Loki pelean brevemente hasta que Tony Stark aparece en su armadura Iron Man, lo que resulta en la rendición de Loki. Mientras Loki es escoltado a S.H.I.E.L.D., Thor llega y lo libera, con la esperanza de convencerlo de que abandone su plan y regrese a Asgard. Después de una confrontación con Stark y Rogers, Thor acepta llevar a Loki al portaaviones volador de S.H.I.E.L.D., el Helicarrier.
Los Vengadores se dividen, tanto sobre cómo acercarse a Loki como sobre la revelación de que S.H.I.E.L.D. planea aprovechar el Teseracto para desarrollar armas. Los agentes que posee Loki atacan el Helicarrier, lo que deshabilita uno de sus motores en vuelo, que Stark y Rogers deben trabajar para reiniciar, Loki escapa, y Stark y Rogers se dan cuenta de que para Loki, simplemente derrotarlos no será suficiente; él necesita vencerlos públicamente para validarse como gobernante de la Tierra. Loki usa el Teseracto para abrir un agujero de gusano en la ciudad de Nueva York sobre la Torre Stark para permitir que la flota de Chitauri en el espacio invada. Rogers lidera a los demás en la defensa de la ciudad. Al final de la batalla, Rogers y los otros Vengadores toman caminos separados.

### Thor: The Dark World
Chris Evans aparece en Thor: The Dark World como una transformación de Loki, solo para molestar a Thor.

### Captain America: The Winter Soldier
La secuela del Capitán se estrenó el 28 de marzo de 2014 con el nombre de Captain America: The Winter Soldier. Aclamada por la crítica, la película tuvo un tono más oscuro.
Dos años después, Rogers trabaja para S.H.I.E.L.D. en Washington, D.C, bajo el cargo del Director Fury, mientras se adapta a la sociedad contemporánea. Rogers y la agente Natasha Romanoff son enviados con el equipo antiterrorista S.T.R.I.K.E. de S.H.I.E.L.D., encabezado por el agente Rumlow, para liberar a los rehenes a bordo de un buque de S.H.I.E.L.D. de Georges Batroc y sus mercenarios. En mitad de la misión, Rogers descubre que Romanoff tiene otra agenda: extraer datos de las computadoras de la nave para Fury. Rogers regresa al Triskelion, la sede de S.H.I.E.L.D., para enfrentar a Fury y se le informa sobre el Proyecto Insight: tres Helicarriers vinculado a satélites espías, diseñado para eliminar de manera preventiva las amenazas contra Estados Unidos. Incapaz de descifrar los datos recuperados por Romanoff, Fury sospecha de Insight y le pide al funcionario senior de S.H.I.E.L.D., Alexander Pierce, que demore el proyecto.
Fury, emboscado por asaltantes liderados por el Soldado del Invierno, escapa y advierte a Rogers que S.H.I.E.L.D. está infiltrado. Fury es asesinado por el Soldado del Invierno, pero le entrega a Rogers una unidad flash que contiene datos del barco. Pierce convoca a Rogers al Triskelion. Cuando Rogers retiene la información de Fury, Pierce lo califica de fugitivo. Cazado por S.T.R.I.K.E., Rogers se encuentra con Romanoff. Usando los datos de la unidad flash, descubren un búnker S.H.I.E.L.D. secreto en Nueva Jersey, donde activan una supercomputadora que contiene la conciencia preservada de Arnim Zola. Zola revela que desde que S.H.I.E.L.D. fue fundada después de la Segunda Guerra Mundial, Hydra, y ha operado en secreto dentro de sus filas. Un misil S.H.I.E.L.D. destruye el búnker, y la pareja se da cuenta de que Pierce es el líder de Hydra dentro de S.H.I.E.L.D.
Rogers y Romanoff consiguen la ayuda del exparacaidista de la USAF Sam Wilson, de quien Rogers se hizo amigo, y adquieren su propulsor de alas "Falcon". Deduciendo que el agente de S.H.I.E.L.D., Jasper Sitwell es un topo de Hydra, lo obligan a divulgar el plan de Hydra de usar pistolas guiadas por satélite para eliminar a los individuos identificados por un algoritmo como una amenaza para Hydra. Ellos son emboscados por el Soldado del Invierno, a quien Rogers reconoce como Bucky Barnes, su amigo a quien creía muerto, fue capturado y experimentado durante la Segunda Guerra Mundial. Hill logra extraer al trío a una casa de seguridad donde Fury, quien había fingido su muerte, está esperando con planes para sabotear a los Helicarriers reemplazando sus chips de control. Después de que los miembros del Consejo de Seguridad Mundial llegan para el lanzamiento de los Helicarriers, Rogers expone la trama de Hydra. Rogers y Wilson atacan dos Helicarriers y reemplazan los chips del controlador, pero el Soldado del Invierno destruye el traje de Wilson y lucha contra Rogers en el tercero. Rogers lo defiende y reemplaza el chip final, lo que permite que Hill destruya las embarcaciones entre sí. Rogers se niega a luchar contra el Soldado del Invierno en un intento de alcanzar a su amigo, pero cuando la nave choca con el Triskelion, Rogers es arrojado al Río Potomac. El Soldado del Invierno rescata al inconsciente Rogers antes de desaparecer en el bosque. Rogers y Wilson deciden encontrar al Soldado del Invierno.

### Avengers: Age of Ultron
En el 2015, aparece en la película Avengers: Age of Ultron. En el país de Sokovia, en el este de Europa, los Vengadores atacan una instalación de Hydra para recuperar el cetro de Loki, que Stark y Banner lo utilizan para completar el programa de defensa global "Ultron" de Stark. Ultron se vuelve sensible y ataca a los Vengadores en su cuartel general. Después de luchar en varios puntos del mundo, Ultron es derrotado en Sokovia. Stark deja a los Vengadores, y Rogers y Romanoff se preparan para entrenar a un nuevo equipo: Rhodes, Visión, Sam Wilson y Wanda Maximoff.

### Ant-Man
Evans repite su papel en un cameo en la escena poscréditos de Ant-Man del 2015.

### Capitán América: Civil War
Evans vuelve a repetir su papel en la película del 2016 Capitán América: Civil War. Aproximadamente un año después, el nuevo equipo evita que Brock Rumlow robe un arma biológica de un laboratorio en Lagos, pero durante la lucha una explosión daña un edificio cercano y mata a varios trabajadores humanitarios de Wakanda. El Secretario de Estado de los Estados Unidos, Thaddeus Ross, informa a los Vengadores que las Naciones Unidas (ONU) se están preparando para aprobar los Acuerdos de Sokovia, que establecerán un panel de la ONU para supervisar y controlar al equipo. Los Vengadores están divididos: Stark apoya la supervisión debido a su papel en la creación de Ultron y la devastación de Sokovia, mientras que Rogers tiene más fe en su propio juicio que en el de un gobierno. Helmut Zemo rastrea y mata al viejo manejador de Hydra de Barnes, robando un libro que contiene las palabras disparadoras que activan el lavado de cerebro de Barnes. Barnes está encuadrado por el asesinato del rey T'Chaka de Wakanda, y el hijo de T'Chaka, T'Challa, jura venganza. Rogers decide intentar traer al propio Barnes. Rogers y Wilson rastrean a Barnes a Bucarest e intentan protegerlo de T'Challa y las autoridades, pero son detenidos.
Haciéndose pasar por un psiquiatra enviado para entrevistar a Barnes, Zemo envía a Barnes en un alboroto para cubrir su propio escape. Rogers detiene a Barnes y lo escapa. Cuando Barnes recupera sus sentidos, él explica que Zemo es el verdadero bombardero de Viena y quería la ubicación de la base de Hydra Siberiana, donde otros "Soldados del Invierno" con lavado de cerebro se mantienen en estasis criogénica. Rogers y Wilson se desvían, y reclutan a Maximoff, Clint Barton y Scott Lang para su causa. Stark reúne a un equipo para capturar a los renegados, y luchan en el Aeropuerto de Leipzig/Halle, hasta que Romanoff permite que Rogers y Barnes escapen. El resto del equipo de Rogers es capturado.
Stark, al enterarse de que Barnes fue enmarcado por Zemo, convence a Wilson de que le dé el destino de Rogers y se dirige a las instalaciones de Hydra en Siberia. Logra una tregua con Rogers y Barnes, pero Zemo ha dejado imágenes que revelan que el automóvil que Barnes había interceptado en 1991 contenía a los padres de Stark, a quienes Barnes mató posteriormente. Enfurecido de que Rogers le ocultó esto, Stark se vuelve contra ellos. Después de una intensa lucha, Rogers desactiva la armadura Iron Man de Stark y se va con Barnes, dejando atrás su escudo. Rogers saca a sus aliados de la Balsa y se dirige a Wakanda, donde Barnes decide volver al sueño criogénico hasta encontrar una cura para su lavado de cerebro.

### Spider-Man: Homecoming
En Spider-Man: Homecoming tiene un cameo, donde aparece en anuncios de servicio público y videos de educación física que se escuchan en la escuela de Peter Parker, y lleva el atuendo de la primera película de los Vengadores. También se le menciona que ahora es un criminal de guerra por el entrenador Wilson que hace referencia a los eventos de Civil War. También aparece en la escena poscréditos hablando sobre la importancia de la paciencia.

### Avengers: Infinity War
Evans repetirá el papel de Capitán América en la tercera entrega de Avengers: Infinity War (2018). Cuando los secuaces del malvado titán Thanos emboscan a Wanda Maximoff y Visión en Escocia, Rogers, Romanoff y Wilson los rescatan y los llevan a Rhodes al complejo de los Vengadores. Rogers sugiere que viajen a Wakanda para quitar la Gema de la Mente en la frente de Visión para evitar que Thanos la recupere mientras mantiene intacta la personalidad de Visión. El ejército de Outriders de Thanos invade Wakanda, y Rogers y los Vengadores montan una defensa junto al Rey T'Challa y los ejércitos de Wakanda. Thanos derrota a los Vengadores, incluido Rogers, y recupera la Gema de la Mente de la Visión, destruyéndolo. Thanos activa el Guantelete del Infinito y Steve observa cómo las personas comienzan a desintegrarse, incluidos Barnes y Wilson.

### Capitana Marvel
Evans repite su papel en un cameo en la mitad de los créditos de Capitana Marvel (2019). Junto a Bruce Banner, Black Widow y James Rhodes están monitoreando un localizador, que Fury activó antes de su desintegración, y aparece Carol Danvers al preguntar que pasó con Fury, luego de los sucesos de Avengers: Infinity War.

### Avengers: Endgame
Evans repite su último papel de Capitán América en Avengers: Endgame (2019). Al evaluar las bajas mundiales y descubrir que Thanos ha destruido la mitad de todos los seres vivos, los Vengadores y los nuevos aliados Nebula, Rocket y Capitana Marvel detectan un estallido de energía similar en un planeta lejano. Steve lidera al equipo en un asalto contra el malvado titán y descubre que Thanos, satisfecho de que su trabajo está hecho, ha destruido a los gemas para evitar que alguien pudiera revertir el efecto del chasquido. En un ataque de furia, Thor decapita a Thanos con su Stormbreaker y el equipo derrotado regresa a la Tierra.
Cinco años más tarde, Rogers divide su tiempo entre liderar un grupo de apoyo para los sobrevivientes en duelo y ayudar a los héroes sobrevivientes a mantener la paz en todo el mundo. Scott Lang, quien se presumía muerto, regresa y explica que ha estado atrapado en el reino cuántico por casi cinco horas, en lugar de cinco años. Se desarrolla un plan para utilizar el reino cuántico para viajar en el tiempo y recuperar las Gemas del Infinito en el pasado, de modo que puedan usarse para restaurar a las personas que Thanos desintegró con el chasquido, sin embargo las primeras pruebas resultan ser un fracaso, pero en eso se aparece Stark afuera del complejo y tiene una breve conversación con Rogers en la cual menciona que encontró una forma de estabilizar el viaje en el tiempo sin riesgos, además de ello Stark y Rogers hacen las paces después de mucho tiempo y donde también Stark le regresa el escudo circular a Rogers, quien en un principio no quería aceptarlo devuelta, pero Stark menciona que su padre lo diseño exclusivamente para Rogers y que además según el quería sacarlo del garaje de su casa antes de que su hija Morgan lo utilizara de trineo. Los equipos de Rogers con Stark, Banner y Lang viajan a la Batalla de Nueva York en 2012 para recuperar las tres Gemas que estaban presentes allí. Logran asegurar la Gema del Tiempo en posesión de Ancient One y el cetro de Loki que contiene la Gema de la Mente que estaba en posesión de unos agentes de S.H.I.E.L.D. los cuales trabajaban encubierto para Hydra, de entre los cuales están Jasper Sitwell y Brock Rumlow. Pero cuando Rogers consigue el cetro y trata de buscar una salida de la Torre de los Vengadores, infortunadamente acaba encontrándose con su yo de 2012, el cual lo confunde con Loki y tienen una breve pelea. Pero justo en el clímax del combate, su yo de 2012 descubre la brújula de Rogers con la foto de Peggy y le exige saber de donde la saco, por lo que rápidamente su yo de 2012 comenzaba a asfixiarlo, sin embargo Rogers se ve forzado a revelarle que Bucky está vivo, haciendo que su yo de 2012 baje la guardia y lo suelte, momento que Rogers aprovecha para usar el poder de la Gema de la Mente y dejar inconsciente a su yo de 2012, pero antes de retirarse este se queda observando un momento a su yo de 2012 tendido en el suelo con el traje que lleva puesto y termina diciendo: "Si es el trasero de América" y se retira del lugar. Sin embargo, Stark y Lang fracasan en su intento por obtener el Teseracto el cual alberga la Gema del Espacio y además de que en su incompetencia dejaron que el Loki de 2012 escapara con este último, Rogers y Stark se ven forzados a realizar un viaje más atrás en el tiempo hasta 1970 para que Stark pueda recuperarlo en una base secreta de S.H.I.E.L.D. en Nueva Jersey, mientras que Rogers roba cuatro dosis de las ampolletas con partícula Pym del laboratorio de Hank Pym en la misma base para usarlas más tarde y regresar al 2023. Mientras se esconden en una oficina en la base de S.H.I.E.L.D., Rogers ve a Peggy Carter a través de una ventana. Stark y Rogers también concluyen su contienda de casi una década, volviendo a expresar su confianza mutua. Todos los equipos de recuperación regresan al presente, a excepción de Romanoff, quien tuvo que sacrificarse para que Barton obtuviera la Gema del Alma en el planeta Vormir en el año 2014, donde Stark con ayuda de Banner, ahora fusionado con Hulk, crean su propia versión del guantelete, basándose en el diseño del Guantelete del Infinito original de Thanos, donde Banner utiliza el Guantelete de Stark con las seis Gemas para restaurar a los que fueron desintegrados previamente por el chasquido de Thanos. Sin embargo, la Nebula de 2014, quien había intercambiado su apariencia con su versión del presente activa el portal del reino cuántico permitiendo que la nave del Thanos de 2014, quien había descubierto todo el plan mediante la Nebula del presente, se aparezca en el presente y ataque el complejo de los Vengadores.
Durante una batalla final, Rogers demuestra ser digno de empuñar el martillo de Thor, Mjolnir contra el Thanos de 2014 y con la ayuda de este en combinación con su escudo circular consigue repeler y contraatacar al Thanos de 2014, además de ello también consigue usar los característicos poderes de rayo del Mjolnir a su favor contra el malvado titán. Sin embargo y a pesar su nueva ventaja, el Thanos de 2014 se levanta y comienza a tomar represalias contra Rogers por su insolencia, donde en pleno contraataque el Thanos de 2014 hace que Rogers suelte el Mjolnir y quede solo con su escudo circular, donde posteriormente trata de atacarlo con su espada de doble hoja y Rogers bloquea el ataque con su escudo, pero esta arma resulta ser más dura que su escudo circular y el Thanos de 2014 lo ataca una y otra vez hasta que finalmente rompe por la mitad su escudo y lo deja malherido. Pero lejos de rendirse, Rogers se levanta para hacerle frente nuevamente a pesar de que su escudo ahora esta destruido, en ese momento el Thanos de 2014 envía a sus tropas a invadir la Tierra, sin embargo y con toda esperanza perdida, los héroes restaurados llegan a tiempo para ayudar a Rogers y al resto de los Vengadores en la batalla y finalmente Rogers los une con la célebre línea: "Avengers Assemble" ("Vengadores Reunios" en España y "Vengadores Unidos" en Hispanoamérica) y los guía durante su batalla final contra el Thanos de 2014 y su ejército. Stark usa las Gemas del Infinito para desintegrar al Thanos de 2014 y su ejército, pero la energía intensa de las Gemas lo mata en el proceso. Después de asistir al funeral de Stark, Rogers asume la tarea de devolver las Gemas del Infinito y el martillo de Thor a sus respectivos momentos en el tiempo. Después de cumplir con su misión decide quedarse en el pasado con Peggy Carter y vivir la vida plena que siempre había deseado. En el presente, un Rogers anciano aparece sentado en una banca cercana y es visitado por Sam Wilson en donde Rogers le entrega su escudo.

### Falcon y el Soldado del invierno
En The Falcon and The Winter Soldier (2021), Falcon (Sam Wilson) de haber recibido el escudo por parte de un Steve Rogers anciano, renuncia tras los sucesos de Avengers: Endgame y el gobierno de Estados Unidos entrega el escudo y el manto del Capitán América a John Walker. Después de que mata a un miembro de los Flag-Smashers a la vista del público, Wilson y Bucky Barnes le quitan el escudo a Walker y el gobierno lo despoja del título de Capitán América. Wilson luego decide tomar el manto del Capitán América después de presenciar la injusticia que sufrió el Súper Soldado Negro Isaiah Bradley. La serie termina con la tarjeta de título Capitán América y el Soldado del Invierno.

## Videojuegos
El Capitán América ha aparecido en los siguientes videojuegos:
- Captain America in: The Doom Tube of Dr. Megalomann (Beat'em Up, 1987)
- Spider-Man and Captain America in Doctor Doom's Revenge (Aventuras, 1989)
- Captain America and The Avengers (Beat'em Up, 1991)
- Avengers in Galactic Storm (Lucha, 1995)
- Marvel Super Heroes (Lucha, 1995)
- Marvel Super Heroes: War of the Gems (Beat'em Up, 1996)
- Marvel Super Heroes vs. Street Fighter (Lucha crossover, 1997)
- Marvel vs Capcom: Clash of Super Heroes (Lucha crossover, 1998)
- Marvel Super Heroes: Adventure Game (RPG, 1998)
- Marvel vs Capcom 2: New Age of Heroes (Lucha crossover, 2000)
- Marvel Nemesis: Rise of the Imperfects (Beat'em Up, 2005)
- Marvel: Ultimate Alliance (RPG, 2006)
- Marvel: Ultimate Alliance 2 (RPG, 2009)
- Marvel Super Hero Squad Online (MMORPG, 2011)
- Capitán América: Supersoldado (Aventuras, 2011)
- Marvel vs. Capcom 3: Fate of Two Worlds (Lucha crossover, 2011)
- Ultimate Marvel vs. Capcom 3 (Lucha crossover, 2011)
- Marvel Contest of Champions (Lucha, 2014)
- Future Fight (Lucha de roll, 2015)
- Marvel vs Capcom: Infinite (Lucha crossover, 2017)
- Fortnite: Battle Royale (Colaboración con Marvel, 2020)
- Marvel's Avengers (Beat'em Up, 2020).
- Marvel Rivals (2024).